# ドラベース ドラえもん超野球外伝
『ドラベース ドラえもん超野球外伝』（ドラベース ドラえもんスーパーベースボールがいでん）は、2000年9月号から2011年10月号まで『月刊コロコロコミック』で連載された、『ドラえもん』の世界を舞台とした野球漫画である。作者はむぎわらしんたろう。続編『新ドラベース』についても本項で取り扱う。

## 概要
『ドラえもん』のスピンオフであり、藤子・F・不二雄のチーフアシスタントも務めたむぎわらしんたろうが手掛ける。
『ドラえもん』における22世紀の世界観を舞台に、ドラえもん同様のネコ型ロボットたちが、人間やロボットからなる野球チームと草野球で対決するストーリー。最終話の最終ページに「第一部 完」の記載があり、本作が第一部、続編の『新ドラベース』が第二部の扱いとなっている。2023年10月時点でシリーズ累計発行部数は600万部を記録している。
『ドラえもん』本編に登場したひみつ道具などが多数登場する。また、他の藤子F作品が基となるキャラクターや、実在するプロ野球関係者をモデルとしたキャラクターも多い。本家のドラえもんは第1話および第120話（回想）のみに登場。

### 特別編
『新ドラベース』（第二部）の連載終了後、『ドラベース』（第一部）の特別編が雑誌に描き下ろし掲載され、いずれも『傑作選1』に収録されている。
『江戸川ドラーズVSジャイアンズ』
『ドラえもん』本編の主要人物との試合を描いた作品。2014年発売『ドラえもん&藤子・F・不二雄公式ファンブック Fライフ』第3号（ISBN 978-4091065469）の特集「藤子・F・不二雄トリビュート文化祭!!」に掲載された。
『プロ野球編』
プロ入りしたクロえもんのプロ初打席と、時を同じくして県大会の決勝に挑むひろしを描いた作品。2015年7月発売の『コロコロアニキ』第3号に掲載された。

## 野球のルール
22世紀の野球では、人間とロボットが同チームの選手として対戦を行う。多くのドラーズ選手やライバル選手は猫型ロボットである。また、女子選手も登場し、江戸川ドラーズでみかちゃんなどが出場。
試合開始時に指定された3つのひみつ道具をそれぞれ1度のみ使用可能。WABC（ワールド アマチュア ベースボール クラシックの略）では決勝戦を除き、指定された3つのひみつ道具の中から1つを選び使用できる。なお、指定された3つ以外のひみつ道具の使用は失格となる。このルールはWABC以外でも同様。

## 登場人物

### 江戸川ドラーズ
東京都のチーム。結成時のメンバーはドラえもん、クロえもん、ヒョロえもん、パクえもん、ピョコえもん、スズえもん、名称不明ロボットの7名で、足りないメンバーは対戦チームから助っ人を借りていた。その後、本編開始までにエーモンドとグリえもんが入団し、名称不明ロボットが退団。次いでトラえもんが入団した。本編では、第1巻にてドラえもんとひろしが、第2巻にてグリえもんとチビえもんが入れ替わり、このメンバーでレギュラーが固定された。また、マネージャーであるみかちゃんが外野手として参加することもある。クロえもんがリーダー兼監督の立場をとるが、第7巻から二軍独立時（第10巻63話）まで銅羅之輔（どらのすけ）が一時的に監督を務めた。
チーム名は”ドラ猫たちの集まり”に由来し、ドラえもんにより命名された
クロえもん
キャプテン、右投右打、三塁手、背番号5
主人公。愛称はクロ。ひろし宅のお手伝いロボットだが、仕事をなまけ野球に打ち込んでいる。その打棒は日本トップクラスである。
ドラえもんとは仲の良い友人。超が付く熱血漢であり負けず嫌いだが、面倒見のいいキャプテンである。「満月大根斬り」など必殺打法を持っている。稀にピッチャーも務め、ドラーズ初勝利時と、グレートドラーズとの試合時の2度投げており、シロえもんは「投げ方は野手だが、コースが適当にばらついて良い」と評価した。WABCでのイギリス戦ではファーストになったが、ファーストでの出場は一度もない。
WABC日本代表ではドラーズ同様5番打者を務めた。ひろしが交通事故に遭った際は、ひろしと共に代表を辞退するという選択も考えたが、パクえもんの説得や、ひろしの分も優勝したいという決意から、スズえもんの自家用ジェットに乗り、第一試合開始間際にアメリカの試合会場へ到着。
野球をこよなく愛し、試合中にもかかわらずエーモンドとホームラン競争することもある。特に、グレートドラーズ戦ではシロえもんの前で、ホワイトボールを投げようとしてコントロールを乱すなど野球を「楽しい」ものと認識している。
誕生日は2112年9月6日。江戸川区出身（プロ野球チップスの限定カードより）。
藤本ひろし（ヒロシ）
右投右打、9番、投手、背番号1
クロえもんの住む家の息子。父親を早くに亡くし、母親と共に家業である宅配便を切り盛りしている。家業で鍛えられた肩は剛速球と連投を苦にしないスタミナを生み出す。入団当初のコントロールはいまひとつで裸眼の方がコントロールが安定していたが、特訓により克服。序盤でも金網をぶち抜くほどの強肩であり、WABC編では連投でコンクリートブロックにひびを入れ、キング・サダハル木製バットをへし折った。しかし、大会へ向かう途中にエアカー事故で大怪我を負い、出場選手登録抹消となってしまった。
宅配でできたまめが引っかかるため、フォークボールを得意とする。実況やウグイス嬢からはほぼ「ひろし君」と君付けで呼ばれる。本名は「ひろし」だが登録名は「ヒロシ」である。ロナえもんとの試合時にレッドカードを出された際は「ヒロシ」と片仮名表記だった。クロえもんを含めチームメイトからは呼び捨てにされている（ミケえもんには「ひろしさん」、ミカちゃんには「ひろしくん」と呼ばれる）。
バッティングの描写は少ないが、秋田オリオンズ戦では決勝ホームランを放った。
名前の由来は藤子・F・不二雄の本名である「藤本弘」から。
パクえもん
右投右打、7番、捕手、背番号2
食べることが好きなため常に何かを口にしている。肥満体のため、その体型だけで守備位置が決められた。記憶力が抜群だったため、結果的には適任だったといえる。愛称はパク。パワーがあり当たれば飛ぶ。ひみつ道具を使ったバッティングに加え、体を生かしたキャッチング、ブロックなどの守備でもチームに大きく貢献している。大柄な体格のせいで振りにくいことからインコースの球に弱い。日本横断T（トーナメント）では、ドラ一朗を擁する房総タートルズ戦にて、太った者が痩せることのできる「ヤセール」という薬でスリムになり、ランニングホームランを打った。
気は優しいが空気が読めず、余計な一言でチームの空気を乱したり、相手チームの逆鱗に触れることもしばしばある。ポコえもんの怒りを買い、熊に変身させたこともあった。当初は練習への遅刻や、練習中にどら焼きを食べるなど不真面目な態度が目立った。普段は幼稚園で園児の世話をしており、四次元ポケットにはお菓子が詰まっている。
チビえもん同様、どら焼きが好物であり、どら焼きの入った袋をベンチに持ち込み試合中でも食べる描写が散見される。バーベキューや打ち上げを好む。ヒョロえもんとクロえもんの日本代表選出時には、祝いたい気持ちよりも、食事をしたい一心で「お祝いだな、バーベキューしよ」と発言し、ひろしに「お前らは選ばれなくて悔しくねえのかよ」と一喝された。
キャッチャーとしての能力はそれほど高くなく、平井（荒川ホワイターズのキャッチャー）がパスボールしないことに敬意を抱いている。ひろしのフォークは捕ることができるが、シロえもんのホワイトボールは捕れなかった。また、キャッチャーフライやバント失敗時にはスライディングキャッチを試みるが腹が重くて落球することもある。
ヒョロえもん
左投左打、6番、一塁手、背番号3
気は短いが、チームを引っ張る兄貴分。西表マングローブス監督曰く、「影の監督」的な存在。長身を行かした懐の深いバッティングと守備が武器。どんな場面でも臆さない根性を持つ。直情的で涙もろい一面もある。愛称はヒョロ。鮮魚店「魚ひょろ（うおひょろ）」にて店長と共に働いている。選手としての能力はチームメイトからそれほど評価されていない。しかし、気合で守備を魅せることもある。
かぶと虫杯編以降、ミケえもんと行動をとることが多くなった。魚屋で共に働いた際には、小声のミケえもんを苦言を呈するなど、ときおり揉めることもある。かつてはミケえもんとファーストのレギュラーを争っていた。もん太から「おい、ヒョロいの」と言われるが、体格が小さいだけであり華奢ではない。
デビルキングス戦ではエラーやデッドボールでメンバー全員が出塁するなか、自身のみ出塁できないなど他の選手と比較し見劣りする実力だったが、ムードメーカーとして期待されWABC日本代表に選出される。この経験で精神的な成長を遂げた。また、デッドボールが当たっても立ち直るなど、ドラーズ・日本代表としての根性を見せている。
店長が病に倒れ、江戸川ドラーズを一時脱退している。その間も、仲間たちの活躍を仕事中のラジオでチェックするなどかなりの心配性だった模様。自身のチーム脱退時にはグリえもんに連絡を取り、加入してもらっている。「ドラーズをやめる」という発言をしたが、クロえもんに素振りたこを見抜かれた。その後、店長が回復しドラーズへ復帰。
熱血漢として描かれるが、ひろし加入以前は「草野球は楽しくやれればいいじゃん」と発言しクロえもんに一喝されるなど、楽観的な性格であった。
ピョコえもん
右投右打、2番→8番、二塁手、背番号4
全身がバネのように伸びる独特の体質を活かしたプレーを行う。頻繁に壊れてバラバラになる。ファインプレーをするごとにヒョロえもんに殴られ壊れる・江戸川ボローズとの試合で壊れる・大きくなったベースに踏みつけられるなど。愛称・口癖はピョコ。普段はロボット修理工場に勤務する。
守備範囲の広さはチーム一。高いホームランボール横のスローボールなど自由自在に捕ることができる。タケコプターと伸びる体を組み合わせて本塁打や安打を好捕する場面も。野球帽のつばをよく後ろにしてかぶっている。実は耳にもバネが仕込まれている。キャプテン・レツ率いる「江戸川ボローズ」との試合では改造されバネを取られてしまうが、レツは耳のバネに気が付かずホームランの当たりを耳のバネで捕球した。
首のバネは内野から外野のグラウンドに届くほど。手のバネ（腕のバネ）は地面からバックスクリーン最上段まで伸びる。足はそれほど伸びない（宅配便大作戦では町中にバネを伸ばしたが、試合中にはバックスクリーン最上まで伸ばすと切れると発言）。
クロえもんが「ピョコえもんほど影で練習しているやつはいない」と明言するほどの努力家。雨の中でも、素振りなどを欠かさないなど、野球への愛情心も大いにある。
スズえもん
右投左打、3番、遊撃手、背番号6
野球センスはチーム1。綺麗好きなため、服が汚れるのを嫌う。
当初はスライディングやダイビングキャッチという思い切ったプレーができなかった。しかし、チームのために汚れることをいとわずファインプレーをするようになる。
守備力を買われてWABCの代表に選出された。愛称はスズ。大きな鈴が特徴で自慢。
写真うつりの悪さや出塁しても存在を忘れられたりと、影が薄いと描写され、ファインプレーをしてもカメラがトラブルを起こし映らない、大ゴマでの出番を貰いながら描き文字で顔が隠れるなど、「目立てない」ことが持ちネタとなった。最終巻では、グリえもんによりスモールライトで小さくされたところ、パクえもんからは「ただえさえ目立たないのにどこに行った？」、クロえもんからは「余計目立ってない」など、活躍しても目立たない存在だった。
体力が落ちていない限り、守備ではイレギュラーなバウンドを軽くさばいたり、（カメラには映っていなかったが）センターライナーを好捕している。集中した際の打撃は、シロえもんの敬遠球をジャンプしてサードへの内野安打にするなど成長を見せた。
富豪の屋敷にて暮らし、大切に扱われている。屋敷にはどうやらトレーニングルームがある模様。主人も数コマ登場することがある。試合中のころばしやの使用時など、10円で済むところを1000円札束にするなど、金に糸目を付けないプレーを行う。その結果、チームを勝利に導くこともある。
エーモンド
左投左打、4番、左翼手、背番号7
アメリカのフロリダ州出身。サングラスをかけ、片言の口調で話す。クロえもんと並びドラーズの主砲である。
アメリカ時代はロブスターズ（守備位置は三塁手）というチームに所属。しかし、チーム崩壊によるメンバーの野球に対する意識の低さと、日米決戦において勝利した日本を目の当たりにし、日本のプロ育成テストを受けるために来日。しかしバントや走塁ばかりのテストに失望し途方にくれていたときにクロえもんと出会い、チームへ加入した。
スローボール、変化球にはとことん弱い。しかし、バットを叩き曲げてカーブに対応したり、アメリカ合衆国の国歌を聴いてテンションを上げると難なく打ち返している。
かぶと虫杯以降は変化球をスタンドまで運ぶことも。もともと速球にはめっぽう強く、速球自慢の投手からホームランを放つことが多い。
インパクト時の摩擦によりボールを発火させる「炎ノ打撃(ファイアーインパクト)」、ボールが地を焦がしながらスタンドまで伸びるゴロ性の打球を放つ「超炎ノ打撃(バーベキューインパクト)」という必殺打法を持つ。守備でも数々のファインプレーを生み出し、並外れた強肩から放たれる「炎ノ送球(ファイヤービーム)」による補殺、「炎ノ捕球（ファイヤーキャッチ）」による好守も多い。
普段はクールだが内に秘めた闘志は強い。乱闘を好み、茜フライヤーズとの間で起きた際は率先して参加した。チーム一の石頭で、対カナリア戦ではその石頭でヘディングし、ヒットに持ち込んだ。来日した日にクロえもんとHR競争のようなものをした。
WABCアメリカ代表に選ばれ、初戦で2本塁打の活躍をみせている。ひろしが故障で代表辞退した際にはラッキーだと言い捨てるなど、終始アメリカ代表としての立場を貫いた（裏を返せばひろしのことを投手として認めているとも言える）。決勝戦の時点でWABC本塁打王である。シロえもんの180km/hのストレートをホームランにした。ビックドーム杯参加テスト時にも、180km/hの直球をホームランにし、「ウデガオレタナ」などと発言している。
日本では稲妻家家人を流れ球から救った縁から稲妻家に居候している。
サングラスが自慢であり練習・試合時にも着用している。最終巻ではシロえもんの豪速球を見るためにサングラスを外した。
トラえもん
右投右打、1番、中堅手、背番号8
チーム一の俊足。愛称はトラ。虎のような見た目ではあるが猫型ロボットである。釣り船屋で働いており、試合のとき以外は麦わら帽子を愛用。目は常に笑っているように見えるが、開くと三白眼である。しかし、表情豊かである。驚いた時などに「ひっ！」と言う癖がある。江戸川のボート小屋に住んでいる。
チーム1の走力を誇り、ドラーズの1軍を賭けたかけっこでも1位だった。初期はスイッチヒッターであったが、現在は右打ち固定。その足の速さを活かしてセーフティーバントなどを積極的に採用している。敵チームにセーフティーバントを読まれていても足が早く一塁セーフになることも多い（これは、突然吹いた追い風につられたから）。
ドラーズの初期メンバーの中では最後に入団した。釣りをしている最中に江戸川に転落し、溺れそうになっている所をヒョロえもんに救出され、「お礼は絶対返します」と言ったところ、じゃあ今すぐ返せと言われ、そのままなし崩し的に選手に入れられた。
対カナリア戦にてひろしに代わりピッチャーを務める。実はロナえもんのファンで、ドラーズの選手の中で最もサッカーに詳しい。また、その爆発的な脚力からサッカープレイヤーとしての才能も見出した。同試合で野球を辞めてサッカーをやろうと思いかけるも、ヒョロえもんにかけられた言葉とバット(川で溺れていた時にヒョロえもんに差し出されたバットで、ヒョロえもんがタイムふろしきで当時のバットに戻した)から野球への熱意を取り戻した。
対デビルキングス戦でクロえもん・エーモンド以外で唯一のヒット、対ボローズ戦で先頭打者ホームラン、カナリア戦でもサヨナラの架け橋となるヒットを打つなど、打撃面でも成長している。自慢の俊足もチビえもんに負けないために特訓し、さらなる成長を遂げた。守備も上等で、俊足を生かしたファインプレーなどが多く見られる。
グリえもん
右投右打、8番→6番、右翼手→一塁手、背番号9
眼鏡を掛けているロボット。愛称はグリ。普段は学習塾の講師を務めている。ドラーズの中で打率が一番低く、野球のセンスはあまりないが、博学のため相手のサインや癖を見破るのが得意で、的確なアドバイスで状況を変えることも。
山寺ベアーズ戦後、自らの科学者としての夢のため、チームを脱退。背番号9はドラーズでは永久欠番扱いとなっている。　　
かぶと虫杯にて、北海スノーフォックスの捕手としてドラーズと再会、自らの研究による筋肉増強をもって善戦を繰り広げる。
日本縦断トーナメントでは、行方不明となったヒョロえもんに代わりファーストとして試合に出場する。ヒョロえもんがチームに合流した後も、ドラーズの一員として試合に出場している描写がある。眼鏡は初めは何重にも円があったがヒョロえもんの代わりに入る前のスノーフォックスに入った時から眼鏡が透明なものに変えている。
相手のサインや癖を見破るのは得意。例として、最初の方の「モンガース」戦で門賀の頭の毛がストレート（直球）を投げる時には伸びてカーブ（変化球）を投げる時には縮むということに蝶の図鑑をみて分かったという。この時が初ヒットであった。
おまけ漫画「46えもん、96えもん」では、江戸川ドラーズ初期メンバーの銅像があるのに自分は少しまえに退団してしまったゆえか、銅像がなく、ライトの守備位置にはチビえもんの銅像が置いてあった。もちろんファーストの位置にはヒョロえもんの銅像だった。
守備位置は、最初にドラーズにいた時はライトであったがそのあとスノーフォックスに入団すると捕手になり、試合途中からマウンドにあがる。そのあと、ファーストになる（一塁ベースコーチ、三塁ベースコーチも務める）。
チビえもん
右投右打、8番→2番、右翼手、背番号0
グリえもんが退団し、メンバーが足りないと悩んでいる時に川に流されていた小さなロボット。愛称はチビ。チームではトラえもんに続き、2番目に足が速く、意外性のあるプレーが持ち味。ときにはトラえもんよりも足が速い感情豊かでよく笑いよく泣く。江戸川近くの家でおじいさんと一緒に暮らしている。
当初は野球を全く知らなかったが、クロえもんに触発され、野球の面白さを知る。試合に使うひみつ道具を無断で使って無駄にしてしまうことが多々あるが、それがケガの功名になることもある。
また、ひみつ道具を使った走塁技術は、天性の域である。エモルのトンボールを（マグレながら）攻略するなど、初心者ながら意外性のあるプレーが目立つ。よくイタズラをするので、ヒョロえもんを中心とする仲間に仕返しを受けている。他のドラーズのメンバーが話しているときの解説役になっている。ドラえもん同様、ドラ焼きが好き。
ビックドームカップの平井のホームラン級の当りをライトポールを駆け上がって捕ったり、デビルキングスとの戦いではかもめの球次郎のかたきと言ってドランプに勝負を挑んだり、クロえもんを思いやったり優しい一面もある。
自身が材木を削って一から作った手製の木製バットを使っており、自身が小さいため長いバットにしたので他のバットよりもひときわ目立って長い。このバットを使ってクロえもんがシロえもんのWWボールをホームランにして打ち砕いた。さらにこのホームランを見てブブ太たちは野球を始めた。
どらのすけ監督ともかぶと虫カップではバットがスッポ抜けて気絶しクロえもんのホームランによってドラーズは試合に勝つなど、2軍ドラーズとグレートドラーズとも関わりのあるキャラクターである。バットにシロえもんのサインを貰おうとしたが、結局貰わなかった。
ミケえもん
右投右打、一塁手/外野手、背番号12
元茜フライヤーズの補欠。愛称はミケ。ずる賢い性格。木の枝から吊るしたボールすら空振りするほど野球の実力は低い。
野球能力をコピーできる秘密道具「コピー鈴」を使用してスパイとしてドラーズに入団するが、正体を見破られエモルにも見捨てられる。しかし大好きな野球をあきらめきれず、根性を認められて正式にドラーズの一員となる。
その後も「コピー鈴」にトンボールがコピーされていたことから、練習でのエモル対策として重宝された。
口癖として文末に「ニャ」をつける。驚くと「ギニャ」。
隠し球、牽制など、小技が得意。かぶと虫杯の綾宇市ライオンズ戦では投手をやり、隠し球など結果的に3球で試合を終わらせた。
かぶと虫杯決勝戦で憧れを抱いていたエモルをホームランで打ち砕く。それ以降は江戸川ラリーも開始早々にリタイアするなど活躍なし。控え野手として登場することがしばしばあり、全てのポジションをカバーする。
その後ヒョロえもんの魚屋を手伝うことによって肉体的に成長した。また、日本縦断トーナメントの山寺べアーズ戦ではタヌキさん兄弟の「シャボン球」という名前の魔球の攻略のためにエーモンドの代打で出場。
こちらの理由は、フワフワしたボールはスイングの風圧で逃げるということで、ミケえもんの方がエーモンドよりスイングスピードが鈍いとのことでの起用。
前述の肉体的な成長により、ミケえもんでも攻略不可能に思われたが、魔球の軌道が魚の動きと似ていることに気づく。そして、逆転への口火を切るヒットを放つなど、技術面や観察力の成長も見せた。
隠し球は前述のように「綾宇市ライオンズ」や、元自身が加入していた「茜フライヤーズ」でも隠し球を見せており、綾宇市ライオンズ戦では隠し球成功として試合終了後ファーストのヒョロえもんに挨拶に行ったところ、「こんな汚い勝ち方、スッキリしねえ」と怒鳴られた。
次の茜フライヤーズ戦では隠し球成功だったもののヒョロえもんのミットで正々堂々とアウトにするといい、ランナーにタッチしなかった。
その後、江戸川ラリーではスタート地点で無惨につぶされている。
みかちゃん（マネージャー兼外野手・背番号28）
ひろしの幼馴染で家は隣。ドラーズのマネージャー。右投右打。野球に関してはほぼ素人で、練習で怪我をしてしまうことが多い。グリえもんがチームを抜けた後は、消去法でライトの選手として練習していたが、後にチビえもんが入ったため再びマネージャーに戻った。
とても記憶力がよく、トンボール対策の打法の言葉をいち早く記憶し、他のメンバーが徹夜漬けでも言葉を記憶できなかったため、決勝戦では急遽1番で出場し前進守備の外野の間を割る三塁打を放つ。江戸川ラリーではレギュラー取得に闘志を燃やすも、ザリガニに服を破かれるなど悲惨な目に遭う。
アカえもん
投手、背番号119
15巻のおまけまんが「アカえもん編」に登場。元々はゲーム『ドラベース ドラマチック・スタジアム』のオリジナルキャラクター。ドラーズの絶対的クローザーで、抜群の制球力を持ったサウスポー。本職の消防士が忙しいため基本的に出場することはないが、ドラーズの公式戦・練習試合のベンチ登録メンバーには「アカえもん」と記載されているように、れっきとしたチームの一員である。消火活動時にも活用する水球（ウォーター）スライダーといわれる高速スライダーが最大の武器。左投左打。
ドラえもん
投手、背番号10
第1話のみに登場。クロえもんとは友人。ひろしが入るまでピッチャーを務めていたが、制球はいまいちであり、21点も取られ惨敗している（この時、1コマのみだが野比のび太も登場している）。以降は、のび太の世話などで忙しく脱退した模様で、登場は第6巻などの回想シーンで小さく映るのみとなっていたが、第21巻の回想シーンで久々にまともな登場を果たす。『特別編 江戸川ドラーズVSジャイアンズ』では、ジャイアンズ1番レフトとして登場。まぐれではあるが、ひろしの球を打ち返している。
クロえもんやチームと一緒に野球をやっていた時にはクロえもんにボールをぶつけてしまった。

### 荒川ホワイターズ
東京都のチーム。選手の名前は荒川に架かる橋の名にちなんでいる。
シロえもん
右投右打、3番→5番、投手、背番号1
クロえもん最大のライバル。愛称はシロ。一人称は「オレ」だが、「ぼく」だった時期もある。クロえもんとはロボット学校時代の同級生で、落ちこぼれ仲間だったが、野球に対する姿勢の違いからクロえもんと決別する。
落ちこぼれだったころには「シロえもんの球ならいくらでも打てる」と言われるほどだったが、その後は猛練習により才能を開花させ、他を寄せ付けないほどの超一流の投手に上り詰める。後述の経緯で怪我を負った際も、打者の特徴を見て守備のいる位置に打たせる投球を披露した。
初めて勝てると思った試合をチームメイトのエラーで敗退した過去からチームメイトを信用せずワンマンプレイをしていたが、ドラーズ戦を通してチームワークと仲間の大切さに気づき、考えを改める。基本的にクールな性格であるが、熱い心も持ち合わせており、時折感極まって涙を流すことも。
WWボールに隠されたドランプの悪質な策略と、チームのために勝ちたいという思いの強さで無理をして、右肩に二度と野球ができないレベルの重傷を負うが、後に彼のチームの選手、ドクター・マークにより完治した。
160km/h（後に180km/h）を誇る剛速球とキレのいいカーブに加え、縦にジグザグに変化する魔球「W（ホワイト）ボール」、アンダースローで投げることによって横に変化する「WW（ワイドホワイト）ボール」、ジャンプして投げることによりWボールの3倍の縦変化（キャッチャー平井曰く）を誇る「WWW（ワンダーワイドホワイト）ボール」、縦横無尽に分身するWボール「World（ワールド）ボール」を操る。
草野球選手としては異例であるプロ野球のドラフト指名を受け、草野球から初のプロ入りと話題になったが、クロえもんとの勝負でWWWボールを真芯に捉えられたことからプロ入りを辞退した。
WABC日本代表に選ばれる。キング・サダハルは絶対的なクローザーとして起用。普段は他人のために野球をするような性格ではないが、ひろしをWABCに入れるように頼んだり（本人いわく「日本が勝ち進むにはひろしの球が必要」とのこと）、療養中のひろしを想い全球全力の投球を見せ、最後の一球にひろしを思わせるフォームでフォークを投げ、試合を締めくくった。オーストラリア戦では5回から登板するも、さすがに日本代表の重みを感じて緊張のあまり、右肘がいつもの高さまで上がっていないことから、投球フォームが崩れ、乱調を起こした。過去最低の内容で1アウトもとれず4点差をひっくり返され、自身初の途中交代となった（ライトの守備につく）。しかし、ひろしの指摘・助言により即座にフォームを修正して外野からのレーザービーム（速球）で1同点の危機からチームを救った。決勝のアメリカ戦では新魔球Worldボールをあみ出すも、できたばかりの魔球に慣れていない平井がパスボールを連発しピンチを招き、日本最速の180km/h（当初）を記録した渾身の速球をエーモンドにホームランにされ負け投手となった。
草野球日本縦断トーナメントでは、多少地域特有のスタジアムに苦戦する描写はあったものの、危なげなく勝ち進む。決勝の山奥山寺戦で野手の実力不足を突いて1-0で辛勝し、トーナメント優勝を果たしたものの、景品であるドーム球場は不要だとして辞退した。トーナメント後のオールスター戦ではチーム・ミスターの3番手として出場。完璧な投球で無安打に抑えた後自らの本塁打で逆転勝ちを決めた。
江戸川ドラーズやクロえもんとの決着を着ける最後の練習試合では、WABCで敗れたエーモンドをストレートのみで三振に取りリベンジを果たし、その後7回2アウトまで完全試合を続けていた。ひみつ道具でスズえもんに四球を許し、続くエーモンドの内野安打により完全試合は崩れる。クロえもん相手にも終始Worldボールで圧倒するが、魔球を含む全ての球の弱点を突いた大回転背面打ちで本塁打を許し敗北した。
ホームランボールで鉄パイプをへし折るなど打撃面も驚異的で、ホワイターズでも主軸としてクリーンアップに座る。プライドを捨ててからは、1点がほしい場面では守備の意表をつく送りバントも行う。WABCでは投手ながら代打出場し、ホームランを打った。なお、打者としては3番を務めることが多いが5番を打つことも稀にある（3番・千住がある）。
初期はクロえもんのように丸顔だったが、現在は鼻先がとがっている（ドランプ編後半あたりから）。
誕生日は2112年6月27日。
平井
4番、捕手、背番号2
ホワイターズの破壊力抜群の4番打者。チビえもんの好プレーさえなければ3ランホームランというような大きな当たりをかっ飛ばす。
体格のいい優良捕手で、チームのまとめ役。右投右打。シロえもんのWボールをしっかり捕球し、シロえもんの女房役を務める。打者としても4番として、長打を放ち活躍するシーンが目立つ。クロえもんが二軍だった頃は、毎日小松川・シロえもんと共に五十キロランニングをして、体を作った。
WABC日本代表に選ばれる。主にベンチから影でチームを引っ張り、シロえもんの登板に合わせて出場、シロえもんの新魔球worldボールの捕球に苦戦しパスボールを連発する。その後、Worldボールをキャッチャーミットなしで肌にぶつけ感じるという猛特訓の甲斐あり完璧に捕球できるようになる。
名前の由来は平井大橋。
日本縦断トーナメントのオールスター戦では、チーム・キングのメンバーとして選出されている。
千住
5番→3番、一塁手、背番号3
ホワイターズのクリーンアップを打つ（シロえもんに合わせて変動）。シロえもんが3番の時は5番、また逆の時も同じ。
出っ歯。出番は多め。
元ネタは千住新橋。
小松川
右投右打、2番、二塁手、背番号4
ホワイターズの2番打者（23巻のドラーズ戦は1番）。眼鏡をかけている。右投右打。
以前は野球に対する強い思いはあるも実力はあまりなく、シロえもんからも辛辣な言葉を浴びせられていたが、シロえもんのハードトレーニングに付き合い現在は走攻守全てにおいて大幅にレベルがあがった。バントがとてもうまい。
WABC日本代表に選ばれ、フルイニング出場を果たす。アメリカ戦では痛恨のエラーをして1点を許すも、守備の名手エーモンドのグラブをはじくヒットを打つ。日本縦断トーナメント決勝戦では相手のエラー絡みのランニングホームランを打ちチームを優勝へ導いた。オールスター戦前ではクロえもんのWorldボール攻略のため、無人島で共に特訓していた。ポジションは2塁手だが、初登場時は外野になっていた。
日本縦断トーナメントのオールスター戦では、チーム・ミスターのメンバーとして選出されている。
名前の由来は小松川大橋。
木根川
6番、三塁手、背番号5
ホワイターズの6番打者。長髪。
スズえもんの三塁線の打球をダイビングキャッチする（結果は「ころばし屋」の妨害で内野安打）。最終戦では貴重な先制タイムリーを放つ。元ネタは木根川橋。
四ツ木
7番、遊撃手、背番号6
ホワイターズの7番打者。タラコ唇。
守備での好プレーも多く、ボボ太攻略の糸口を見つけた存在。元ネタは四ツ木橋。
鹿浜
1番、左翼手、背番号7
ホワイターズの1番打者。
1番打者であり、出番が多い。元ネタは鹿浜橋。
扇
8番、中堅手、背番号8
堅物。元ネタは扇大橋。
堀切
9番、右翼手、背番号9
元ネタは堀切橋。

### モンガーズ
選手のモデルは『21エモン』関連。
門賀
右投右打、3番、投手、背番号21
カーブとストレートを操る投手。カーブを投げるときに髪の毛が縮み、ストレートを投げるときに髪の毛が伸びる。右投右打。大金持ちの息子で、グラウンドを丸ごと買うほど。度々ドラーズを負かし、見下し軽蔑していたが、メッタ打ちで敗れたことで和解する。『21エモン』の「モンガー」がモデル。エーモンドのバットを折ってしまい、ホームランをお返しされる。
笹山
1番、捕手、背番号2
『21エモン』の「ササヤマ星」（モンガーの故郷）が元ネタ。
宇木喜
7番、一塁手
『21エモン』の「ウキキ」が元ネタ。
綴
6番、二塁手
『21エモン』の「つづれ屋」が元ネタ。
ゴンノスケ
4番、三塁手、背番号5
門賀のロボットでパワーヒッター。右投右打。『21エモン』の「ゴンスケ」が元ネタだが、大柄で体格がいい。
尾鍋
2番、遊撃手
『21エモン』の「オナベ」が元ネタ。
流葉
8番、左翼手
『21エモン』の「ルナ」が元ネタ。
ゴリダルマン
5番、中堅手、背番号8
『21エモン』の「ゴリダルマ」が元ネタ。
ワントナッタ
9番、右翼手
左投げ。『21エモン』の「ワントナック公爵」が元ネタ。

### 山ノ手ライナーズ
Bドームカップ予選テストでドラーズと対戦。当時の前回大会ベスト8に入った強豪だったがポイント1対2で当時無名のドラーズに敗れる。選手は山手線にちなんだ名前である。
新橋
背番号3
ライナーズのキャプテン。打撃テストでエーモンドと対戦するが守備ロボのレベルが高く、ピッチャーロボ・シゲオ（元ネタは野茂英雄）に直撃する強襲安打1本の10点。このときにロボが壊れ、続くエーモンドの打席では設定速度130以下を大きく越える170キロを記録。ラスト1球はエーモンドに向かってきた180キロの危険球だったが初めて使った炎ノ打撃（ファイヤーインパクト）でこれをホームランにされ負ける。元ネタは新橋駅。
馬場
投手、背番号1
巨体投手。ボールを鷲づかみにして投げる割りにコントロールは一流。このチームがベスト8に入れたのは彼のおかげらしい。的あてのテストで持ち球3球全てで合計90ポイントを得るが、ひろしに1球目でいきなりど真ん中（100ポイント）に当てられたため敗北。元ネタは高田馬場駅。
日暮里
背番号6
河童のような外見をしている。守備の実力はチームトップらしい。守備テストでヒョロえもんと対戦。速いショートバウンドと高いライナーを見事にキャッチしている。ヒョロえもんは速いショートバウンドはサザエキャッチで捕ったが続く高いライナーは調子にのって飛びすぎ天井に直撃。このドジがエラーとなってヒョロえもんに勝利している。元ネタは日暮里駅。

### 山寺ベアーズ
千葉県のチーム。ビッグドーム杯初戦でドラーズと対戦。実は選手は全員タヌキ。ポコえもん以外の選手の名前には全て「山」の字がつく。
ポコえもん
左投左打、9番→3番、投手、背番号00
非力で球も遅いが、催眠術を使う催眠投法が得意。ただ、目を合わされないようにされ、通用しなくなった。愛称はポコ。普段は礼儀正しく敬語口調で話すが、キレると巨大な熊に変身し、乱暴な口調になる。また、変身前とは桁違いのパワーを持ち、投法もそれを生かした豪速球を使う。ただし、変身はとてつもなく大きな体力を消耗するため、あまり長い時間はもたない。一人称は変身前は僕または私、変身後では俺を用いる。
故郷の山寺山の土を月の土地開発のために持っていかれないように、賞金目当てで優勝を狙っていた。
たびたびドラーズの前に姿を現す準レギュラー的キャラクターである。「満月打ち」という打法を持つ。1球だけだが変身した状態でWボールが投げられる。
WABC編では投手として日本代表に選ばれる。対イギリス戦は1塁コーチャーだった。対オーストラリア戦では先発を務め、催眠投法を駆使し序盤は好投した。準決勝キューバ戦にも登板したようだが、降板後の状態と0-10の大差からみるにエモルと共にかなり打ち込まれた模様。決勝前日の練習では不在だったクロえもんに代わり3塁に入っていた。
変身した状態では、巨体なためバットをもつと解説に「まるでバットがつまようじです」と発言されるほど。特に変身しても左投げ左打ちは変わらない。投げる時に「ウガ〜」という口癖ができる。
フォームは元阪神・江夏豊がモデル。

ポンえもん
左投左打、1番、二塁手、背番号01
ポコえもん三兄弟の一人。
愛称はポン。ポコえもん同様普段は敬語口調で礼儀正しいが、怒ると巨大なライオンに変身し、積極的な走塁を見せる。本土のライオンを一捻りで倒すという力強さとどんな手を使ってでも塁に出るのが得意。しかし、盗塁を試みた際、パクえもんの送球の方がはるかに速く、そこまで足が速いわけでもない（この時は吠えてスズえもんのエラーを誘ったためセーフ）。ただし、これは二足歩行だったためであり、本来の四速歩行での走行は格段に速い。野球は初心者であり、ケニアで修行中だったところをポコにより協力を求められチームに入団。

ポロえもん
左投左打、2番、遊撃手、背番号02
ポコえもん三兄弟の一人。
絶妙なタイミングでひみつ道具を使うのが得意。愛称はポロ。ポコえもん、ポンえもん同様普段は敬語口調で礼儀正しいが、怒るとパンダに変身し、クローザーを務める。野球は初心者であり、中国の山中高地で修行中だったところをポコにより協力を求められチームに入団。修行中に会得した中国浮遊術を野球に応用し、あまりのスローボールにバットを振った風圧でボールがバットから逃げてしまう魔球「シャボン玉」を開発、さらに高く打ち上がったボールの軌道を操ってホームランを防ぐなど今作品では特殊な能力の持ち主である。
変身した姿は、ポコえもんやポンえもんの変身後の姿と比べると比較的可愛らしい姿をしており、迫力は皆無。
その後、オールスター戦にチーム・キングの一員として選ばれている。この際は、常に変身後のパンダの姿で登場している。

:
山下
4番、捕手、背番号2
山崎
3番→5番、一塁手、背番号3
出番は多め。
亀山
7番→9番、二塁手→右翼手、背番号4
平山が特訓中に負傷したために右翼へコンバートする。
そのため、空いた二塁手としてポンえもんを補充することになった。
いつもアゴに指を添えている。
山倉
5番→6番、三塁手
青山
6番、遊撃手、背番号6
特訓中に負傷したため、日本縦断トーナメントには登場しない。
そのため、代わりにポロえもんを補充することになった。
外山
2番→8番、左翼手
山本
1番→7番、中堅手
平山
8番、右翼手
特訓中に負傷したため、日本縦断トーナメントには登場しない。
空いた右翼は二塁手の亀山がコンバートしている。

### 房総タートルズ
千葉県のチーム。ビッグドーム杯2回戦でドラーズと対戦。ドラ一郎以外の選手の名前は、千葉県の房総の町の地名からとっている。ユニフォームはドラ一朗のモデルとなったイチローの所属していたオリックス・ブルーウェーブがモデル。
ドラ一朗
1番、右翼手、背番号51
右投左打（日本縦断トーナメントでは『ふえるミラー』によるコピーを右打席に配置）。打率10割の天才打者だったが、ドラーズの作戦とチビえもんの前に、全打席凡退に終わる。モデルは元シアトル・マリナーズ外野手のイチロー。走塁技術、打球判断がよく、守備でも華麗なレーザービームを繰り出す。
WABC編では外野手として選抜。当時も8割という驚異的な打率を誇っていた。1回戦のイギリスの先発で左打者に打ちづらいと言われているドラビの球を3打数2安打と打っており凡打も痛烈な一塁ライナーと相変わらずの才能ぶりを見せた。2回戦のオーストラリア戦では、乱調したシロえもんに代わり投手も務める。WABC決勝のアメリカ戦ではスパイドルの投球を即座に攻略しており、ドランプからメジャーでもすぐに通用すると言われるほどの才能の持ち主である。草野球日本縦断トーナメントでは、1回戦でドラーズと対戦するも敗退。その試合をきっかけに、チームメイトの後押しもあって、メジャーに挑戦することを決心する。現在ではシアトルマリーンズ（シアトル・マリナーズのパロディ）というチームに在籍。ひろしからは通算2本のホームランを放っている。
実は、猫型ロボットであり、ドラ猫ではないため鈴はついていない。いわゆる「究極の猫がたロボット」。
御宿
3番、投手、背番号1
キレのいいカーブを持っており、エーモンドを苦戦させたがチビえもんがムードもりあげ楽団を使用してアメリカ合衆国国歌を演奏させたことにより、エーモンドが調子を上げたため攻略される。
元ネタは夷隅郡御宿町。
木更津
6番、捕手、背番号2
元ネタは木更津市。
鴨川
4番、一塁手、背番号3
元ネタは鴨川市。
君津
8番、二塁手
元ネタは君津市。
勝浦
2番、三塁手、背番号5
元ネタは勝浦市。
大原
5番、遊撃手、背番号6
元ネタは夷隅郡大原町（現・いすみ市）。
行川
9番、左翼手
元ネタは勝浦市の地域名。
白浜
7番、中堅手
元ネタは安房郡白浜町（現・南房総市）。

### デビルキングス
ドランプ率いるアメリカの最強チーム。ドランプが目と足を使って集めたメンバー。クロえもんの獲得およびシロえもんの肩の修理を賭け、ドラーズと対戦する。メンバーの名前はメジャーリーグの選手の名前からきている。ドラーズ戦序盤では全員本来とは全く別のポジションについて試合をするなど、日本の野球のレベルをひどく侮っていた。元々はベイブのチーム。
ドランプ
両投左打、3番、投手、背番号13
悪知恵の働くズル賢い性格だが、作中でも一、二を争う実力を持つ超一流選手。両投左打。左耳にピアスをつけ、よくウインクの仕草をするのが特徴。ドラーズ戦序盤でのポジションは左翼手。右でも投げられるが（トラえもんをレフトゴロにさせたほどの強肩）本来は左利きで、左のほうが実力を発揮する（左翼手のときは右で、投手のときは左で投げていた）。
片手でボールを打つだけで、打った打球にWWボールと同じ軌道を描かせるほどのバッティングを誇る。
デビルキングズを強化するにあたって、悪質な手口で超一流クラスの選手たちをかき集めたため、評判は悪かった。野球を始める以前から素行が悪く、ニューヨークで悪者たちと連んで万引き、窃盗を繰り返していた。
一緒に野球を始めた親友ベイブが自分の実力の高さから、プロ野球選手になる夢を諦めさせてしまったことがトラウマになっていた。そのベイブはドラーズ戦の時、審判（一塁塁審）を担当していて、6年ぶりにドランプと再会する。
打球が消える打法、「スペードのキング」と、打者の手元で球が大きく1回転し、打者のタイミングを狂わす魔球、「Q（クイーン）ボール」を使う。
WABCアメリカ代表のエースで初戦・2戦連続で完封勝ちを記録。そして新しく編み出した最終兵器ストレート「ロイヤルストレートフラッシュ」を使う。打撃もさらに向上しており、決勝の対日本戦第1打席で絶好調なエモルの赤トンボールからスペードのキングでスクリーン最上段にある時計を破壊する特大先制ソロも放っている。決勝では3番ライトで出場し、リリーフとしてクロえもんら日本代表に立ちはだかる。WABCでのウイニングボールを不慮の事故により入院していたベイブに届けた場面は美談として新聞に取り上げられた。
ドラーズ戦以降は、ドラーズ戦にて（助っ人出場した）シロえもんのWWWボールを唯一打席で見た打者として、ビックドーム杯前の特訓に付き合うなど、クロえもんに協力することも多い。

:
ベイブ（元捕手、背番号3）
右投。デビルキングスを作った人物。たまたま野球に誘ったドランプの才能に惚れ込み、チームに入れる。しかし、自身はプレーヤーとしての実力はそれほど上手ではなく、ドランプの足を引っ張ることに耐えられなくなり、彼に「世界一のチームを作ってくれ」と言い残してチームを去った。その後、審判の資格を取りドラーズとデビルキングスの試合でドランプと再会する。ドラーズ戦では親友のドランプに判定の異議を唱えられても審判として公正な態度を貫いた。WABCの決勝戦の主審を務める予定であったが、審判中の事故により意識不明の状態になってしまう。このことがドランプの士気を高めることとなった。なお、母親がいて、病院で付き添いを務めていた。
WABC終了後に意識が回復し、その出来事は「もう一つの奇跡」として新聞で報じられた。
名前は、本塁打でメジャーリーグ歴代3位のベーブ・ルースから。
ランディ
右投右打、4番、捕手、背番号3
右投右打。大柄で、サングラスと撥ね髪が特徴的な強肩強打の選手。
エーモンドの元チームメイトで彼と同じ「ロブスターズ」に所属していた。ドラーズ戦序盤でのポジションは一塁手。
足の怪我を治してもらうためにチームを見捨ててデビルキングスに入団したため、当初エーモンドからは恨みを買っていた。
ドラーズとの試合では、肩を痛めていた状態とはいえひろしのストレートを、トラえもんが打球に気づかないほどの速いライナー性の打球でホームランにするなど、かなりの長打力の持ち主。また、かなりのジャンプ力を誇り、長身もあり一塁手としても鉄壁の守備を見せる。WABC決勝ではエモルの赤トンボールからも長打を放っており、この時もマヅイはあまりにも速い打球に反応できなかった。WABCのアメリカ代表にも選ばれており、4番捕手として活躍。
名前は、奪三振でメジャーリーグ歴代2位・通算300以上の勝ち星を記録したランディ・ジョンソンに由来。
レジー
右投右打、6番、一塁手、背番号2
眼が細く、体格のいい選手。ドラーズ戦序盤でのポジションは捕手。
名前は、ニューヨーク・ヤンキースなどで活躍したレジー・ジャクソンから。
ハンク
左投左打、5番、二塁手、背番号8
頭にバンドをつけ、髪を立てている選手。パワーとスピードの両立で活躍。
デビルキングスでは5番打者。ドラーズ戦序盤でのポジションは中堅手。
名前の由来は、メジャーリーグ歴代2位の755本塁打を放っているハンク・アーロンから。
ルー
右投右打、1番、三塁手、背番号6
右投右打。デビルキングスの1番打者。走攻守の3拍子揃った優良選手。ドラーズ戦序盤でのポジションは遊撃手。
ドラーズ戦では安打やホームラン性のあたりを放ち、ファインプレー連発と活躍を見せた。
WABCのアメリカ代表にも選ばれている。ブレーカー姿のみの登場であったが、決勝の日本戦で初めて登場。決勝は1番サードでスタメン。
名前の由来は、2130試合連続出場の記録を持つルー・ゲーリッグから。
ライアン
右投右打、9番、遊撃手、背番号1
右投右打。本来のポジションはショートでありながら、ドラーズ戦序盤では投手としてマウンドに上がり、投手顔負けの剛速球を投げてドラーズナインを驚かせた。あまりバッティングは得意ではない。
WABCのアメリカ代表にも選ばれている。ルー同様のブレーカー姿のみの登場であったが、日本戦スタメンで登場。デビルキングスと違い、二塁手として出場している。打順は2番。
俊足で、内野安打を打ったり、速い走塁を見せる。
名前は、奪三振でメジャーリーグ歴代1位のノーラン・ライアンより。
ピート
8番、左翼手、背番号9
アフロヘアにサングラスというヒップホップ系ダンサーのような格好をしている。ドラーズ戦序盤でのポジションは右翼手。チームで一番、守備の変化が少ない選手である。
名前は、通算安打数でメジャーリーグ歴代1位のピート・ローズに由来。
サミー
右投右打、2番、中堅手、背番号4
デビルキングスでは2番打者だった。強肩が自慢で、デビルキングス唯一の黒人選手。ドラーズ戦序盤でのポジションは二塁手。
名前は、シカゴ・カブスなどで活躍し、年間60本塁打以上を3度記録したサミー・ソーサから。
マーク
右投右打、7番、右翼手、背番号5
「K」の文字が記されたチューリップハットと黒縁眼鏡が特徴的な、デビルキングスの選手兼ドクター。Kの字は「デビルキングス」のキングスから。自分を含む人間でも動物でもロボットでも重症・軽症にかかわらずケガをすぐに治せる凄腕の医師。
ドラーズ戦序盤でのポジションは三塁手。本来は右翼手のため三塁の守備はかなり下手。
名前は、メジャーリーグ歴代2位のシーズン70本塁打記録を持つマーク・マグワイアより。

### 北海スノーフォックス
北海道のチーム。カブトムシ杯初戦でドラーズと対戦。選手の名前は北海道の地名に由来。ユニフォームは福岡ダイエーホークス（現・福岡ソフトバンクホークス）風。
グリえもん
1番、捕手 / 投手、背番号9
元ドラーズのチームメイト。エモルの策略により、北海スノーフォックスの一員として、ドラーズの前に立ちはだかる。
自らの研究中の事故により、一時的に手に入れたものすごい筋力とデータ野球、持ち前の頭脳を駆使したひみつ道具の組み合わせなどによって善戦する。
試合中に雷が落ち、元の肉体になってしまう。だが、それでもクロえもんから教えてもらった野球は楽しいものであると悟りながら、敗れた。
日本縦断トーナメント編では早々に敗退し、ヒョロえもんが抜けたドラーズのカバーに戻る。最終話では江戸川に残っていた。
富良野
9番、投手 / 中堅手、背番号1
先発投手。グリの登板後はセンターを守っている。
釧路
4番、一塁手、背番号3
旭川
2番、二塁手、背番号4
苫小牧
3番、三塁手、背番号5
岩見沢
6番、遊撃手、背番号6
小樽
5番、左翼手、背番号7
稚内
7番、中堅手 / 捕手、背番号8
グリの登板に合わせて、キャッチャーとなる。
網走
8番、右翼手

### 綾宇市ライオンズ
『ドラえもん』第3巻の「あやうし!ライオン仮面」が元ネタのチーム。ドラーズに8点取られ、完封負けする。ユニフォームは、埼玉西武ライオンズの昔のタイプ（1979年に本拠地を埼玉に移転してから2003年まで採用していたデザイン）にそっくり。スコアボードに小さくメンバーの名前が載っている。この試合のひみつ道具はミチビキエンゼル、スケジュールどけい、着せ替えカメラと第3巻の道具。試合後、フライヤーズの偵察をしているクロえもん、ミケえもん、チビえもんがくらやみ団風の覆面をしており、エモルに見つかった際にチビえもんが「もはやのがれることはできんぞ」とくらやみ団の決め台詞をしゃべっていた。
不二矢夫
9番、投手、背番号1
左投げ。「打てるものなら打ってみろ」といきがるが、あっさりクロえもんに打たれる。『ドラえもん』の作中に登場する漫画「ライオン仮面」の作者・フニャコフニャ夫がモデル。
阿亀
8番、捕手、背番号2
オシシ仮面のいとこ、オカメ仮面がモデル。元ネタ同様、素顔は出ないが後ろ姿のみ描かれる。
獅子
1番、一塁手、背番号4
ミケえもんにデッドボールを喰らい、元ネタのオシシ仮面が火あぶりにされたときの悲鳴の「グェーッ」を叫ぶ（ポーズも原作のパロディ）。その後こける真似をして牽制をしたミケえもんに刺される。
暗闇一
二塁手
雷恩
3番、三塁手、背番号3
オシシ仮面の兄、ライオン仮面がモデル。こちらもミケえもんにデッドボールを喰らい、レーザー光線を食らった時の悲鳴の「ワーッ」と叫び、原作のポーズをする。ヒョロえもんに気付かれず、ミケえもんが隠し球を行い、アウトになる。
暗闇二
遊撃手
暗闇三
左翼手
暗闇四
中堅手
編集
2番、右翼手、背番号9
漫画「ライオン仮面」の担当編集者がモデル。投球直後、ミケえもんがトイレに行きたいのでタイムと叫んだのにつられてスイングを止めてしまい、凡退する。

### くぬぎ山バグス
銅鑼之輔監督がドラーズに来る前に率いていた強豪チーム。カブトムシカップ出場チームで4強入りした。名前は昆虫の当て字（ただし、黒蟻などそのままもある）。バント攻撃など小技で攻め、守り抜くスタイルの「スモール野球」がチーム戦術。メンバーの顔がみんな似ている。最後までドラーズを追い詰めたが、チビえもんのバットがすっぽ抜けて銅鑼之輔に当たって気絶したことがきっかけで大逆転負けを喫した。

### 茜フライヤーズ
兵庫県のチーム。エモル率いる強豪チーム。かぶと虫杯決勝でドラーズと対戦。メンバーの名前はトンボにちなんだ名前になっている。
エモル
右投右打、3番、投手、背番号1
表向きはさわやかな性格でファンが多いが、勝つためには手段を選ばず、汚いことも平気で行う腹黒い一面もある。
```
 本来は
航空会社
「エモル・エアライン」の経営サポートロボットで、主人である社長のガニエに「ドラーズに負けたら野球をやめて経営ロボットに戻る」という約束をさせられていた。
```

かぶと虫杯終了後、試合には負けたが、ガニエと和解し野球を続けられることになる。
空中で停止して動き出す魔球「トンボール」、停止後に変化する「赤トンボール」、打たれたボールが途中で停止する「逆トンボール」を持つ。また、鋭い打球を狙った内野手にぶつける「トンボ返し」という打法を持つ。
WABC決勝では、空中でボールが何度も停止・変化する新魔球「シオカラトンボール」を披露した。
シロえもんのWボールを簡単にスタンドに叩き込める打力、ドラーズナインを驚愕させるほどの守備力、魔球を使用せずともかぶと虫杯ベスト8のロボケッツ相手にノーヒットノーランを達成する投球術など高い実力を誇る。
かぶと虫カップ決勝戦の江戸川ドラーズ戦では、トンボール対策をしてきたドラーズに対して赤トンボールで終始圧倒するものの、クロえもんの新打法でバックスクリーンを超える特大HRを受ける。恐怖と敗北感から戦意を失い右翼手に下がるが、エモルのために勝ちを諦めないチームや活を入れたクロえもんたちに心を動かされ、涙を流しながら自らの手で逆転の本塁打を放ち復活する。体力の温存に最終回まで右翼手に残った後、打球が静止する新魔球「逆トンボール」でクロえもんを内野安打に抑えたが、最後はコピー鈴による経験とエモルへの憧れから赤トンボールを見切ることができた元チームメイト、ミケえもんに本塁打を打たれて準優勝となった。
WABCでは背番号18のエース格としてキング・サダハルに選ばれた。イギリス戦序盤はキングの力配分の指示と相手側の仕掛けた逆走ルールが響き大量5失点（自責点は0）したが中盤から全力投球。赤トンボールを連投しアリス含む3人を三者三振に抑える。その後6回まで点を許さないでシロえもんにバトンタッチした。キューバ戦ではアメリカ戦に調整を合わせたこともあり、ポコえもんと2人で大量10失点。雪辱を果たすべく再び先発登板した決勝では先頭の2者（主軸にボールを見せるための囮）を連続見逃しにする。ドランプの意図を見抜いたシロえもんからプレートの位置を変えるようアドバイスをもらうも、他人の指図を聞き入れる性格ではないエモルが無視した結果、ドランプに特大ソロを浴びる。続くランディにも痛打を浴びた。その後ようやくプレートの位置を変え、エーモンドを金属バットをへし折っての3塁ゴロにおさえた。その後、トンボ返しでファーストをねじ伏せ、ドランプとの再戦ではレツとの打ち合わせ通りに新魔球のシオカラトンボールを投げてゴロで抑えることに成功するなど逆襲劇を見せた。
一人称は「僕」でさらに敬語だったがWABCからは「オレ」でタメ口と変わっている。
日本縦断T（トーナメント）では、完璧なピッチングで勝ち進んでいくものの、もん太率いる「山奥山寺」と延長22回まで両者無失点（7回までノーヒットは確定）の壮絶な投手戦を繰り広げる。野手の実力が低い山奥山寺を持久戦で追い詰めるものの、延長23回表にわざと球を顔にくらうことでトンボールを見切ったもん太にHRを打たれ、遂に初失点を喫する。その裏では倒れたもん太に代わって奮闘した野手陣から点を挙げることができずに敗退した。
『新ドラベース』には登場しないが、ドラフト2位でタイガースに入団した旨が語られている。

鬼山
5番、捕手、背番号2
巨体を誇るキャッチャー。文字通り鬼のような顔をしている。
日本縦断トーナメントのオールスター戦では、チーム・ミスターのメンバーに選出されたが、出場機会はなかった。
銀次郎
4番、一塁手、背番号3
チーム1の美形で、エモルの相棒的存在。4番ながらリーチの長さを利用した意表をつくセーフティーバントを得意とする。
糸
2番、二塁手、背番号4
内角の玉が苦手だが、ドラーズとの試合に合わせ克服する。クロにアウトにされるときに、一度クロにビックライトで大きくしたグローブにつぶされた。
塩辛
6番、三塁手、背番号5
長髪。
八丁
9番、遊撃手、背番号6
団扇
8番、左翼手、背番号7
羽黒
7番、中堅手、背番号8
野吾
1番、右翼手 / 投手、背番号9
変化球が苦手だがドラーズとの試合に合わせ克服する。ドラーズ戦では途中戦意を失ったエモルの代わりに投手を務め、気迫でひろしを三振に抑えるもエーモンドに死球を与える。
語尾に「〜ヤゴ」をつけて喋る。一応人間。

### 名古屋ウィローズ
クワガタブロックのGの枠に入っていたが、戦っている描写がない。

### 和歌山ミカンズ
カミキリブロックのB。ウィローズと同じく、戦っている描写がないチーム。

### 豊構のんほいズ
カミキリブロックのE。前2チームと同じく、戦っている描写がないチーム。

### 寺尾台ベレーズ
カミキリブロックのH。前3チームと同じく、戦っている描写がないチーム。

### 中央ライナーズ
カブトムシブロックのA。前4チームと同じく、戦っている描写がない。

### 2軍ドラーズ→グレートドラーズ
第7巻で江戸川ドラーズ監督になった銅羅之輔が、勝手にドラーズ入団希望者で結成したチーム。クロえもんたち（一軍）と二軍で障害マラソン「江戸川ラリー」を行い、その中で残った代表9人がビッグドームカップに出ることになる。第9巻現在では人間が3名、ロボットが6名という構成。銅羅之輔監督からいつも送りバントの練習をやらされているのでほぼ確実に決まる。
現在はドラーズから独立し、日本縦断トーナメントに出場。以前の実力を遥かに上回るチーム力を持つ。
銅羅之輔（どらのすけ）
監督、背番号30
元くぬぎ山バグス監督。ドラーズにくぬぎ山バグスが敗れた後、茜フライヤーズ戦で無理矢理ドラーズの監督に就任し、二軍を結成した。二軍独立時、彼らの監督を務めるため共に脱退。顔がほとんど見えないほどの髭をたくわえていたが、「江戸川ラリー」中に自分が使用した花火で焼け焦げてしまい、切った時に素顔が明らかになる。
基礎に根ざしたスモールボールを戦略の軸とする合理主義者で、狡猾な手段を善悪に囚われずに遂行する冷徹な人物。当初は「自暴自棄になったエモルを諭す」、「慢心し緩みきっていたドラーズナインに活を入れ、さらなる向上を促す」など横暴ながらも人格者として描かれていた。しかし日本縦断トーナメントではドラーズを監禁して不戦勝を狙うといった卑劣極まりない方法を取る。最後は教え子たちから反発され、ドラーズとの試合でありのままに野球を楽しみ敗北したグレートドラーズを見限り、何処かへ去る。
ブブ太
二軍キャプテン、右投右打、1番、投手、背番号11
ブタ型ロボット。切れのいいカーブ、スライダー、フォークを操る軟投派（本人いわくブタの手は変化球を投げやすいらしい）。かなりの努力家でチームメイト想いである。日本縦断トーナメントでは当初は銅羅之輔のやり方を黙認し、「なんと言われようと勝利したのは自分たち」と言うほどに銅羅之輔同様卑劣に染まっていたが中盤からはチーム結成時と同じように楽しく野球をするドラーズを見て改心し、特別試合終了後はドラーズを見習い楽しいチームをつくるためトーナメントを辞退する。ひろしの速球をホームランにするほどのパワーを身につけた。
ベベ太
右投右打、2番、捕手、背番号22
ブタ型ロボット。金属バットをへし折ったりする、恐るべき怪力の持ち主。ただし持久力は無く、投球練習で1球投げた（170km/hの剛速球を投げて倒れた）だけで、マウンドを降りた。
ボボ太
右投右打、3番、一塁手、背番号33
ブタ型ロボット。パクえもんに次ぐ、巨体の持ち主。鼻で剛速球を投げ、捕球することもできる。鼻くそを球につけることで変化球も投げられるが、無理をすると球速が落ち、最終的に鼻血が出てしまう。
ラッ太
右投右打、番、二塁手、背番号14
ラッコ（?）型ロボット。うれしくなったときは自分のヘルメットをラッコのように割るのが特徴的。バントが得意。鉛のユニフォームを着て練習に励んでいたためジャンプ力が飛躍的に上昇した。
まっくろえもん
右投右打、4番、三塁手 / 外野手、背番号15
クロえもん以上に真っ黒なネコ型ロボット。右投右打。凶運の持ち主で、横切られると腹痛や下痢を起こすなど不吉なことが起こる。そのおかげで準決勝まで不戦勝で勝ち上がった。また、勘も鋭く左中間の長打コースをキャッチすることも。二軍ドラーズ選手で唯一マラソンで生き残った。ビッグドームカップでの守備ポジションは中堅手。ラッ太と同じくジャンプ力が高い。対ホワイターズの時にくろがホームに突入するがアウトになった時に、クロにぶつかりこけたとき偶然にホームベースに触っていたことから審判が「アウ？」と言ってひっくりかえすまでわからなかった。
ポチえもん
右投右打、6番、遊撃手、背番号16
イヌ（?）型ロボット。右投右打。感情が激しくなったときに舌を出す癖がある。ラッ太と同様にバントが得意。
剛里たける
7番、左翼手、背番号17
骨山すねと
8番、中堅手、背番号18
三原しずお
9番、右翼手、背番号19
名前の由来はそれぞれ剛田武、骨川スネ夫、源静香。
3人ともビッグドーム杯では出場機会がなかったが、日本縦断トーナメントではスタメンで出場している。

### オカプーズ→グレイトオカプーズ
初期はオカプーズというチーム名で、荒川ホワイターズ戦でシロえもんに苦戦、クロえもんをピンチヒッターとして迎えるがクロえもんもWボールが打てず結局完全試合にされてしまう。その後チーム名をグレイトオカプーズに変更、ビッグドーム杯に出場するが、まっくろえもんの凶運により体調を崩し試合を棄権する。

### 多摩川ジャイアンズ
こちらもまっくろえもんの凶運により体調を崩し試合を棄権する。

### 江戸川ボローズ
キャプテン、レツ率いるチーム。チーム力はBクラス。しかし、レツの活躍がチームに勝利を呼ぶ。レツとボロ助以外のメンバーは色の名前がついている。
レツ
右投右打、4番、捕手、背番号2
バッティングセンターの主人の息子。ひろしと同じ学校に通っている。野球の才能はあるが、金のためならどんな策も弄する守銭奴。中にはピョコえもんを無断で解体して頭に車輪のような部品を付けただけの姿にし、奪いとった部品でボロ助を改造するという常軌を逸した一面がある（直前にバックスクリーンから落下したボロ助をピョコえもんに助けてもらっていたのにもかかわらず、恩を仇で返している）。ドラーズとの試合で打順が回ってきた際には観客からは「また汚いマネをするんだろ」とも言われていた。機械いじりが好きでたまに東北弁を話す。作者いわく『キテレツ大百科』のキテレツをモチーフとしている。
WABC日本代表に選ばれる。バッティングセンターで鍛えられた打力を生かして3番として活躍。チャンスで当たっているらしく、決勝でもランナー3塁からスパイドルの角度のある球を坂道レバーを使って改心で捕らえている。
日本縦断トーナメントのオールスター戦では、チーム・ミスターの一員として選ばれている。
ボロ助
3番、投手、背番号3
レツが壊れたピッチングマシーンを改造したロボット。ピッチングマシーンとして打たれ続けているうちにいつしか「もう打たれたくない」という執念と自我が芽生え、クロえもんをライバル視するようになっていた。白山の代役としてピッチャーとして登板した。左投左打。1回ピョコえもんと激突し壊れたが、ピョコえもんの部品を使って改造された。その後もいろんなロボの部品で改造された。必殺技は工事現場のドリルを組み入れ、回転する魔球「スプリングボール」でドラーズを苦しめる。最後はボロ助に体のパーツを奪われたピョコえもんがチビえもんの協力でスプリングボールの攻略法を見抜き、クロえもんにその攻略法で打たれた。その打球が直撃し改造パーツが全て大破。ピョコえもんのバネで打球を捕球はしたがバネが切れて腕ごとバックスクリーン上段に叩き込まれ逆転ツーランとなった。その後も日本縦断トーナメントに出場するなどボローズのメンバーとなっている。作者いわく『キテレツ大百科』のコロ助をモチーフとしている。
白山
3番、投手、背番号3
通称シロ。レツはこの愛称を悪用して「ドラーズ対シロの対決」というチラシを作り、観客をだました。ドラーズ戦で最初はピッチャーをしていたが、途中で乱入してきたボロ助の直球が直撃し気絶した。実力は非力のトラえもんに簡単にバックスクリーン上段に運ばれる程度。その後、ボロ助と交代する。しかし、その影はホワイターズファンでもシロえもんと間違えるほど似ている。ボロ助と交代してから全く登場していない。
赤星
1番、右翼手
青田
2番、遊撃手、背番号6
黒木
5番、一塁手、
紺野
6番、二塁手
緑川
7番、三塁手、背番号5
灰山
8番、左翼手
黄島
9番、中堅手、背番号8

### キテレツ倶楽部
モンガーズとの試合で登場したチーム。モデルは『キテレツ大百科』。コロ助にそっくりな投手がいる。

### 江戸川のエースたち
レツのたくらみによってクロえもんと勝負することになった。江戸川中のエースたち。
下柳虎之助
クロえもんと対戦した江戸川タイガースのエース、モデルは下柳剛。
黒田鯉男
江戸川カープのエース、モデルは黒田博樹。
黒木カモメ
江戸川マリーンズのエース、モデルは黒木知宏。
桑…
江戸川ジャイアンツのエース、名乗る間もなく打たれたため名前は不明。
小松竜夫
江戸川ドラゴンズのエース、モデルは小松辰雄。
松坂しし男
江戸川ライオンズのエース、モデルは松坂大輔。
石井ツバメ
江戸川スワローズのエース、モデルは石井一久。
野茂牛雄
江戸川バファローズのエース、モデルは野茂英雄。

### カナリア軍団
もしもボックスを使ってサッカーと野球のルールを取り入れた試合で戦うことになったブラジルのプロサッカーチーム。作者いわく、メンバーの名前はコーヒーに関係し、喫茶店でメニューを見て名前を決めたのこと。
ロナえもん
3番、FW / 投手、背番号11
サッカーこそ世界一のスポーツだと主張していたネコ型ロボット。左足からのボレーシュートが得意。投手としても小さな野球ボールを巧みに操り、フォークなどの変化球や魔球をも繰り出す。世界一のスポーツの座を賭けて戦う。トラは彼の隠れファンである。最後はクロえもんに魔球ダブルバナナシュートを蹴ったがこれをレフトゴールにいれられサヨナラ3ランゴールを決められる（野球でいうサヨナラ3ラン）。サッカー選手のロナウジーニョがモデル。

:
マウンテン
5番、GK / 捕手、背番号1
身体が大きい。
モンブラン
4番、MF / 一塁手、背番号10
1回表にロナえもんがゴールを決めた後にサンバを踊りながら打席に入り、ヘディングで打ったがあたりどころが悪く、一時的に気を失った。チーム内でただ一人ロナえもんなどの3人以外でスパイクを履いていない（裸足）。キャッチャーパクえもんから「これが4番？」と言われた。
カプチーノ
7番、MF / 二塁手、背番号4
5回表にロロえもんと交代した。
モカ
1番、三塁手、背番号5
ヒラリマントをつかおうとしたが、トラえもんのボールに引き裂かれる。
ジャロ
6番、MF / 遊撃手→中翼手、背番号6
ウインナがロビえもんと交代したため、センターに回った。
コロンビー
2番、左翼手、背番号7
ひみつ道具のタイムフロシキで大人になってかっとばそうとするが、トラが蹴った球の風圧により逆にかぶってしまい赤ちゃんになってしまった（ひみつ道具は一時的な効果しかないため後で元に戻った）。
ウインナ
9番、DF / 中翼手
5回表にロビえもんと交代した。
デリン
8番、DF / 右翼手、背番号9
ひろしが退場した後にトラが投げたとても遅い球をフェンス直撃のタイムリーヒットにする。
ロロえもん
MF / 二塁手、背番号13
ロビの弟。黒い方がロロである。ロビとは正反対に気性の激しい性格。ラフプレーが多く、打球をヒョロえもんにぶつけての内野安打を狙う。さらにその際スライディングしてきたヒロシも巧妙なプレーで退場させた。試合終了後にヒロシとユニフォームを交換した。ポジションはミッドフィールダー。プレースタイルはラフプレー誘い。まさにロビーニョのプレースタイル。
ロビえもん
MF / 遊撃手、背番号12
ロロの兄。白い方がロビである。ロロと違いドラーズを認めている様子がうかがえる。打撃面は活躍が無かったが守備ではその足で中日のアライバコンビ張りの超ダブルプレーを決める。

### 23世紀ドラーズ
DS版ドラベース2および、2009年12月号&2010年1月号掲載の番外編に登場。ゲームでは尊敬するクロえもんたちと試合をするために22世紀に来た最強クラスのチーム。漫画版では負けっぱなしのオンボロチームで、チームを鍛えるためドラーズを23世紀に呼んで特訓してもらうことに。
46えもん
投手、背番号1
シロえもん似。普段は弱気で実力はまだまだだがピッチャーとしてのプライドは持っている。24世紀から来たまっシロえもんの指導で魔球M（まっしろ）ボールを習得。ゲーム版ではクールな実力派ピッチャー。

:
96えもん
キャプテン、三塁手、背番号5
クロえもん似。試合では失敗ばかりだが、チームを強くしたいという思いは人一倍。クロえもんの指導で、太陽大根斬りの必殺打法を習得。ゲーム版では江戸川ドラーズの大ファン。

:
グリた
捕手
グリえもん似。
エモール
二塁手、背番号11
エモル似。チーム内で唯一華麗な守備を見せるが、エモルのように一言多い。
ポンポコえもん
一塁手、背番号00
ポコえもん似。
ベルえもん
遊撃手
スズえもん似。
エーモンドJr
左翼手、背番号7
エーモンド似。エーモンドに炎ノ打撃を伝授された。違いはひげだけ。
ドランパ
中堅手、背番号13
ドランプ似。
ドラ三郎
右翼手、背番号51
ドラ一朗似。
まっしろえもん
24世紀から来たホワイターズの投手で、46えもんにまっしろボールを教えた。シロえもん似。

### ジャイアンズ
『ドラえもん&藤子・F・不二雄公式ファンブック Fライフ』の第3号に掲載された『特別編 江戸川ドラーズVSジャイアンズ』に登場。『ドラえもん』のジャイアンが率いる野球チーム。のび太たちのチーム。果たし状を江戸川ドラーズに対して送りつけ、現代の空き地で試合をすることとなる。
ドラえもん
1番、左翼手
源
2番、二塁手
出木杉
3番、三塁手
剛田
4番、投手、背番号1
骨川
5番、中堅手、背番号8
安雄
6番、一塁手
いつも赤と黄色の帽子をかぶっている。のび太たちのクラスメイト。
はる夫
7番、右翼手、背番号9
ジャイアンより小柄だが、太っている。のび太たちのクラスメイト。
ジャイ子
8番、捕手、背番号2
のび太
9番、遊撃手
神成（かみなり）（メンバー外）
『特別編 江戸川ドラーズVSジャイアンズ』に登場。試合をしていた空き地の隣に住んでおり、クロえもんが「満月大根斬り」で打った球によって自宅を壊されてしまう。『ドラベース』単行本のおまけ漫画でもエーモンドのファイヤーインパクトで家を破壊されている。その時神成さんはお茶を飲んでいた。

#### ロブスターズ
エーモンドの回想に登場したチーム。かつては強豪チームだったが、正捕手のランディが「デビルキングス」に引き抜かれたことでメンバーの野球に対する意識が低下し、チーム崩壊を起こしてしまう。しかし残ったメンバーが日本に渡ったエーモンドに触発されたことで奮起し、作中のWABCの時点では大会で優勝するほどの強豪チームに成長している。
オニール（投手、背番号1）
トビィ（二塁手）
アマド(一塁手)
ルーバス（外野手）
ターナー（外野手）
オギルブー（遊撃手）
ルーディー（外野手）
エンゲルバーガー（捕手）
エーモンド（三塁手）
ランディ（元捕手）

### WABC各国代表チーム

#### 日本代表
クロえもん
三塁手、背番号5
江戸川ドラーズ所属。
ひろし
投手、背番号11
江戸川ドラーズ所属。渡米前に事故で重傷を負い、代表辞退を余儀なくされる。
シロえもん
投手、背番号1
荒川ホワイターズ所属。
ポコえもん
投手、背番号00
山寺ベアーズ所属。
エモル
投手、背番号18
茜フライヤーズ所属。
平井
捕手、背番号2
荒川ホワイターズ所属。
レツ
捕手、背番号22
江戸川ボローズ所属。
ヒョロえもん
一塁手、背番号33
江戸川ドラーズ所属。
小松川
二塁手、背番号4
荒川ホワイターズ所属。
オレえもん
遊撃手、背番号6
秋田オリオンズ所属。
マヅイ
左翼手、背番号55
石川ヤンキーズ所属。
キヌえもん
中堅手、背番号3
鉄人軍団所属。
ドラ一朗
右翼手、背番号51
房総タートルズ所属。
スズえもん
遊撃手、背番号66
江戸川ドラーズを参照。ひろしに代わって代表となる。
キング・サダハル
監督、背番号89
伝説のホームラン王の家系にあり、1068本塁打の世界記録を持つ野球の王様で、現役最後となるオリンピックにも4番で出場、決勝のアメリカ戦で優勝を決めるサヨナラホームランを放つ。王貞治がモチーフ（王の通算本塁打記録は868本である）。ユニフォームはWBCで日本が優勝した時のものと同じデザインのものを着ている。一本足打法を使う。性格は大物のそれで、チームが押されている時も、微塵も動じない。

#### アメリカ代表
エーモンド
5番、左翼手、背番号7
江戸川ドラーズ所属。
ドランプ
3番、投手 / 右翼手、背番号13
デビルキングス所属。
ランディ
捕手、背番号2
デビルキングス所属。
ライアン
2番、二塁手、背番号4番
デビルキングス所属。
ルー
1番、三塁手、背番号6
デビルキングス所属。
スパイドル
9番、投手 / 右翼手、背番号1
元ネタはスパイダーマン。
かなりの長身で、投げるストレートはまるでビルの屋上から投げたかのような角度を誇り、強打者のレツ、オレえもん、ドラ一郎ですら安定してヒットを打てない。
守備も相当の実力で、フェンスは軽々とよじ登ることができる。クロえもんのホームラン性の打球もフェンスに前のめりになった間に覆面に入るというプレーを見せたことある。
ジェイソン
一塁手、背番号25
ジェイソン・ジオンビーがモデル。
ロドリゲス
遊撃手、背番号3
アレックス・ロドリゲスがモデル。
ハンター
中堅手
トリー・ハンターがモデル。
ヒル
監督

#### イギリス代表
アリス
イギリス代表のキャプテン。ポジションは中堅手。女性。背番号は長髪に隠れて不明。
勝気な性格で、日本代表を内心見下している。
俊足・巧打・強肩の持ち主で肩はドラ一朗が2塁からヒット1本で帰れないほど。全てのプレイでチームを引っ張り、エモルからショート強襲ヒットを放った。
『不思議の国のアリス』の主人公・アリスがモデル。
ドラビ
ポジションは投手。背番号33番。
左に打ちづらい球を投げるため、日本代表1番のドラ一朗に警戒してアリスが先発させた。しかしドラ一朗には2安打を打たれ、クロえもんにスクイズとホームランで乱されて大量7失点を喫した。
足がかなり速く、普通のヒットでも2塁まで走れるほど。
『不思議の国のアリス』の白ウサギがモデル。
ドドラ
イギリス代表4番。ポジションは一塁手。背番号3番。
初回にエモルのトンボールを目をつぶることで普通のストレートに見せて2ランホームランを放った。最終打席はシロえもんにWボールを要求したがイギリス代表の予想をはるかに上回る投球の前に三球三振に終わる。
『不思議の国のアリス』のチェシャ猫がモデル。

#### オーストラリア代表
投手ウルル率いる走攻守そろったチーム。外野手ベダラとロングが俊足のため、2人で守っている。選手の名前はオーストラリアの島の名前に由来。
ウルル
投手、1番。
実力はそれほど高くないが、肩に乗せたドアランの表情から相手を打ち取れる球を投げる。右投右打。元ネタはオーストラリアの世界遺産のウルル（エアーズロック）から。最初はドアランの表情の指示通りに投げていたが、後半からは自分の実力を試すため、ドアランの指示を無視しストレートを投げるようになる。同点に追いついてからは再びドアランの指示通りに投球するようになった。ドアランのホームランの直後の打席でシロえもんに頭部死球を喰らった。さらに1点ビハインドの最終回には3番手ドラ一朗から同点になりかけるヒットも打った。しかし途中からライトにいたシロえもんの補殺により試合終了となった。
球種はスライダー、カーブ、チェンジアップで、本気のストレートはクロえもんを打ち崩すほど。
ドアラン
投手、11番。
一見ぬいぐるみのようだが、本物のコアラ。ウルルの肩に乗っている。相手が待っている狙い球の裏をかいて、相手を打ち取れそうな球を読み取ることができ、それをウルルに表情で伝える。しかし、クロえもんは狙い球をしぼらず来た球を本能で打つという打ち方をしていたため、打ち取れる球を読み取れず今までにない渋い表情をした。また、ヒョロえもんの時も魚臭い匂いに邪魔され、打ち取れる球を読み取れなかった。バッターボックスに立った時はウルルがひみつ道具「デラックスライト」をドアランに照射し、デラックスドアランとなった状態でWボールを打ち返して場外ホームランを放った。左投左打。打ち取れる球は指でも伝えることができる。モデルは中日ドラゴンズのマスコットの一人ドアラ。彼の存在によりピッチャーが二人いるため、守備に中堅手がいないという変則ポジションとなっている。
ベダラ
左翼手、2番。
ロングと共に2人だけで守る外野の1人。ドアランのホームランで乱調したシロえもんから同点3ランを放った。元ネタはベダラ島。
ロング
右翼手、6番。
カンガルーのような顔をしている。足はとても速く、ウルルいわくオーストラリアの大自然の中で毎日トレーニングしている成果だという。ポコえもんからホームランを放つ強打者。元ネタはロング島。

#### ドミニカ共和国
準決勝でアメリカと対戦。チーム本塁打が2試合で13本という驚異的な打力で勝ち上がってきたが、アメリカ相手に大敗を喫する。

### 草野球日本縦断T（トーナメント）にて初登場したチーム

#### 秋田オリオンズ
オレえもんを中心とした秋田のチーム。選手の名前は落合博満が在籍していた頃のロッテオリオンズの選手名が由来。
オレえもん（遊撃手、4番、背番号6）
大柄な体格。横柄な皮肉屋だが義理人情に厚い一面もある。愛称は「オレ」ドラ一朗と肩を並べる強打者であり、絶好調の時はバットに当たっただけでスタンドまで流し打つほどのパワーを発揮する。また、図体に見合わない俊敏な動きで魅せる守備の名手でもある。足に古傷を患っており、WABC時はこれが原因でおもに代打担当となった。
縦断Tでは3回戦でドラーズと対戦し敗北。
モデルは元中日ドラゴンズの落合博満である。
高沢（左翼手、1番）
モデルは高沢秀昭。
山崎（二塁手、2番）
モデルは山崎裕之。
弘田（中堅手、3番）
モデルは弘田澄男。
れおん（一塁手、5番、背番号7）
モデルはレオン・リー。
水上（三塁手、6番、背番号5）
モデルは水上善雄。
有藤（右翼手、7番)
モデルは有藤通世。
袴田（捕手、8番、背番号12）
モデルは袴田英利。
村田（投手、9番、背番号29）
モデルは村田兆治。

#### 石川ヤンキース
石川県のチーム。ベスト16に進出するが、ホワイターズに0‐12で敗れる。
マヅイ（左翼手、背番号55）
4番打者。かなりの強打者でありWABCではクロえもんに続き特大ホームランを放った。縦断Tのでのホワイターズ戦では、シロとの対決が注目とされていたが、完敗した。

#### 鉄人軍団
広島県のチーム。日本縦断トーナメントではベスト8に進出するが、ホワイターズに敗れる。
キヌえもん
中堅手、背番号6
鉄人軍団（広島県）の選手。ゴリラ型ロボットのような強面に（本来はヒヒ型ロボット）デッドボールを受けても平然としている頑丈な身体を持つ。強打者でWABCでは満塁ホームランを放った。熱い心を持つ好漢。日本縦断トーナメントの準々決勝で荒川ホワイターズと対戦。安打性の当たりを放つシーンがあったが、ホワイターズの守備陣に阻まれている。
オールスター戦ではチーム・キングのメンバーとして選出された。
モデルは衣笠祥雄。

#### 西表マングローブス
沖縄県のチーム。2回戦でドラーズと対戦し、敗北する。自分たちを育ててくれた監督に恩を感じており、優勝して監督を胴上げすることを目標にしている。
ホーム球場は、「マンタ海底スタジアム」。
イリえもん
左打、3番、一塁手、背番号3
西表マングローブス （沖縄県）の3番打者。幻のイリオモテヤマネコ型ロボットであり、非常に高い視力を持つ。ドラーズとの試合ではその視力を使い、ひろしのボールの「にぎり」を見ることで彼が投げる球種を自軍の打者にサインで教えて苦戦させた。優勝原理は監督を胴上げするため。2回戦でドラーズの空気砲使用による機転により敗退。
オールスター戦ではチーム・キングのメンバーとして選出された。
星砂
左打、1番、遊撃手、背番号6
滝　　　
右打、2番、中堅手、背番号7
波
右打、4番、三塁手、背番号5
美田良　
5番、二塁手、背番号4
漂木
6番、捕手、背番号2
由布島　
7番、右翼手
珊瑚
8番、左翼手
椰子　　
9番、投手、背番号1
監督
チームの面々に厳しい特訓を課してきた。選手のことは生まれた頃から知っており、野球にかけては親以上に知っている。

#### 環状ライナーズ
1回戦で、フライヤーズと対戦し0-7で敗退する。漫画ではドラーズとは対戦しないが、ゲーム『ドラベース2 熱闘ウルトラスタジアム』では対戦相手として登場することがある。
西九条
1番、投手
弁天町
2番
芦原橋
3番
今宮
4番
天王町
5番
桃谷
6番
森ノ宮
7番
桜ノ宮
8番
天満
9番

#### 熊本もっこすズ
かぶと虫杯で名前のみ登場するも、初戦で敗退している。日本縦断トーナメントではベスト16に進出するも、山奥山寺と対戦し0-3で敗れる。
星飛
投手、背番号16
いつも燃えている情熱的な性格。最終回の打席で、もん太に対して強気の姿勢を見せるが、見逃し三振を喫する。

#### 道頓堀サンダース
大阪府代表。焼鳥屋のチームで大阪最強。3回戦で水戸イエローゲーツを相手に6回裏で34対1という大差をつけて勝利。続く4回戦でも宮崎県の地鶏帝国に勝利。ベスト8で山奥山寺と対戦し、敗れる。
サンダー健
捕手、背番号28
カーネルサンダースのような風貌をしている。準々決勝でもん太の球を打つべく、ビッグライトでバットを大きくするが、豪速球でバットを貫かれてしまった。オールスター戦ではチーム・キングのメンバーとして選出されたが、出場機会はなかった。

#### 足柄ゴールデンベアーズ
静岡県代表。3回戦で山寺ベアーズと対戦。金太郎のような恰好をしたチームメイトが在籍し、山寺ベアーズから6回裏までに5点を先取するが、その後どのようにして逆転負けを喫したかは不明。なお、コミックス版では山寺ベアーズに5‐0でリードされている。
漫画ではドラーズとは対戦しないが、ゲーム『ドラベース2 熱闘ウルトラスタジアム』では対戦相手として登場することがある。金太郎以外の選手は、ゲーム版のみ登場。
金太郎
4番、外野手
オールスター戦ではチーム・ミスターの一員として選ばれている。
かたくり
1番、投手
ぜんまい
2番
くまだ
3番
まさかり
5番
くこ
6番
わらび
7番
ふき
8番
うど
9番

#### 山奥山寺
もん太
4番、投手、背番号1
山奥山寺（山形県）のエース。変化球が嫌いで持ち球はストレートのみ。血気盛んでとにかく喧嘩っ早い性格。
最速181キロ（非公式記録）の剛速球で、1回戦は21奪三振（63球全球ストレート）で完全試合を達成した。過去に審判の判定を不服とし暴力事件を起こしたためチームは5年間対外試合禁止処分を受け、事件を起こしたもん太本人は山奥山寺で反省させられていた。その速球は風圧だけでベルトを引き裂いたり、オールスター戦では球威で捕手の平井と審判を両方いっぺんに吹き飛ばすというとてつもない代物でクロいわく「誰よりも速い」、シロいわく「この大会のライバル」、エモルいわく「これなら変化球はいらない」などその実力は高く評価されている。
丈夫な身体とバットをへし折る力を持ち、打撃面もかなりのものでバックスタンドを破壊するホームランを放ち、エモルの魔球「シオカラトンボール」さえも打ち砕いた。天才型の選手だが野球を愛する心はチーム一（野球ができると分かると主に舌を出した砕けた表情になる）で試合を勝ち進み徐々にチームに馴染んでいき、対戦を心待ちにしていたクロたちがグレイトドラーズの卑劣極まりない罠にかかり不戦敗となった後の特別試合では、打ち込まれたひろしに代わってマウンドに立つなど、不器用だが優しい一面も持ち合わせている。ホワイターズとの決勝戦では、味方のエラーも絡んで痛恨の失点をしてしまうが、そのエラーを犯したチームメイトを責めることなく、最後の打席に立った（結果はシロえもんの直球勝負に三振に終わりゲームセット）。
その後のオールスター戦では、チーム・キングのメンバーとして選出された。クロえもんに対して公式の日本記録となる181km/hを投じる（結果はホームラン）。
法輪
1番、中堅手
元ネタは法輪寺。
光禅
二塁手、2番、背番号4
元ネタは光禅寺。
立石
3番、三塁手、背番号5
キャプテン。もん太の言動に振り回されていることが多いが、彼の理解者でもある。ネタは立石寺。
真覚
5番、捕手、背番号2
元ネタは真覚寺。
正命
6番、一塁手、背番号3
元ネタは正命寺。
林泉
7番、遊撃手
元ネタは林泉寺。
庭月
8番、左翼手、
元ネタは庭月観音。
能成
9番、右翼手、背番号9
元ネタは能成寺。
和尚
山奥山寺の和尚で、もん太を寺で指導していた。チームメンバーではない。
もん太を元いたチームに、また入れてくれるように頼むが、もん太を監視するためにチームの監督になるという条件で、山奥山寺の監督に就任することになる。
もん太のしているハチマキは、和尚がお経を唱えるともん太をぐるぐる巻きに縛るようになっている。

#### 怪盗ジョーカー
たかはしひでやすの漫画『怪盗ジョーカー』のキャラクター。
ジョーカー
最初にビッグドームに集められたときに1コマだけ出演している。
ハチ
スペード
スパイダーA
アリババ
レイ・ドーラ・ゴン
ミスター金有

#### 吉備ピーチボーイズ
岡山県代表。準々決勝で江戸川ボローズと対戦。序盤に桃太郎とレツとのやりとり（桃太郎がレツにきびだんごを与えて手懐けようとしたが失敗）が描かれただけで勝敗は明らかになっていないが、レツに特大のホームランを浴びている。モチーフは日本の童話である桃太郎。
漫画ではドラーズとは対戦しないが、ゲーム『ドラベース2 熱闘ウルトラスタジアム』では対戦相手として登場することがある。
桃太郎
9番、投手
「鬼殺し」の異名を持つスライダーが持ち味。DS版では登場せず、投手として後述の「きじみや」が登場する。
きじみや
1番、投手
DS版で桃太郎の代わりに登場する。
いぬがみ
2番
おにたけ
3番
ももい
4番
えんどう
5番
あおき
6番
あかおに
7番
じいく
8番
ばあす
9番

#### 阪神タイガーウッズ
大阪府代表。3回戦でシークレット(グレートドラーズ)と対戦し、敗れている。モチーフは阪神タイガースとプロゴルファーであるタイガー・ウッズ。
ウッズ / 虎之助
8番、三塁手
日本縦断トーナメントのオールスター戦では、チーム・キングのメンバーとして選出されている。

#### 阿寒マリモンズ
北海道代表。モチーフは阿寒湖の天然記念物であるマリモ。全員マリモのような頭をしており、またチーム全員が兄弟である。オールスター戦にはこのチームからは藻玉(もだま)が出場した。
藻玉
外野手、背番号8
日本縦断トーナメントのオールスター戦では、チーム・キングのメンバーとして選出された。

#### ざしきボーイズ
青森県代表。チーム名の由来は座敷童子。モチーフは『未来の想い出』に登場する劇中漫画『ざしきボーイ』。また、容姿はUFOだが、これは青森県内で度々UFOが目撃されたことにもよる。トーナメントには出場はしていたが、試合の描写が無い。頭の形がUFOの形をした円盤（えんばん）しかメンバーが判明していないが、オールスター戦に選出されている辺り相応の実力はあるとされている。
円盤
8番、中堅手、背番号0

#### 舞浜キグルミーズ
千葉県代表。かぶと虫杯でチーム名のみ登場するが、初戦で敗退している。こちらもざしきボーイズ同様出場はしたものの試合の描写が無い。しかしオールスター戦にマッキー（ミッキー・マウスがモチーフ）が選出されている。
マッキー
7番、左翼手

#### 鳥取ホワイトラビッツ
鳥取県代表。初戦で荒川ホワイターズと対戦。全員体格が小さく、試合序盤は小技を駆使した攻撃と砂嵐でホワイターズを苦しめたが、平井の奮起によりシロえもんが調子を取り戻して、逆転負けを喫した。モチーフは鳥取砂丘と因幡の白兎。

#### 高崎カンノンズ
群馬県代表。2回戦で手違いによりドラーズと山奥山寺が呼び寄せられた時に登場。もん太の提案した球速勝負とキングの裁定を経て山奥山寺と対戦した。序盤はもん太が反省させられて先発しなかったこともあり、優位に試合を進めるが、もん太に交代してからは剛速球に手も出ず、逆転負けを喫する。モチーフは高崎白衣大観音。
木蓮（もくれん）
4番、背番号2
4番打者。もん太の代わりに先発した立石からホームランを放った。

#### 最上谷
もん太の回想のみに登場。
弁慶
山形一の強豪最上谷の四番。もん太とは同じ工事の作業員現場で、職場では一番の友達。もん太と次の試合全球ストレートで投げるから鉄鋼を運ぶという賭けをしたが、結果はもん太がチェンジアップを投げ見逃し三振。これ以降もん太はストレート以外投げなくなり弁慶との再戦を望んでいた。しかし、次の日からなぜか弁慶の姿が職場に見えなくなっていたのでもん太はこの前のことを怒っていると勘違いしていたが、本当はトレーラーにはねられそうになった子供をかばって壊れたのだった。作中でミケえもんが山形スポーツで山奥山寺のことを調べていたときは審判の判定が気に食わないとしていたが、本当は弁慶の変わりに最上谷の四番になった選手が弁慶のことを馬鹿にしたのでもん太が腹を立てて殴ったのである。
クロえもんはもん太いわく弁慶とスイングスピードが同じらしい。

#### 千葉マリーンズ
クロえもんがプロとして入団したチーム。
クロえもん
3番、三塁手、背番号5
江戸川ドラーズを参照。
落合
監督、背番号66
千葉マリーンズの監督。2軍から昇格したクロをすぐさまスタメンで起用した。

#### 大阪バファローズ
クロの1軍デビュー戦の対戦相手。
西野
1番、二塁手、背番号39
クロの守るサード強襲の当たりを放つが、アウトに終わる。
西
投手、背番号21
クロのプロ初打席の相手ピッチャー。打者の視界から消えるほどキレのいいスライダーが武器。
モデルは本作のファンであることを公言している連載当時オリックスバファローズに所属していた西勇輝。
なお2018年末に阪神タイガースへFA移籍した後、作者から西へ描き下ろしイラストが贈られている。

#### その他
ミスター・シゲオ
オールスター戦にて特別ゲストとして登場。「不滅の男」「野球界の太陽」と呼ばれている。キング・サダハルとはかつて同じ球団で活躍してきた。モチーフは長嶋茂雄。

## 用語
イニング
草野球なので正式の試合は7回まで。7回まで同点だった場合、8回から延長戦になる。なお、延長戦があったのは、ドラーズ対ベアーズ（延長8回）、ドラーズ対ホワイターズ（延長9回）、ドラーズ対キングス（延長8回）、茜フライヤーズ対山奥山寺（延長23回）の4試合。ただし、ドラえもんが登板したドラーズ対モンガーズの初戦は9回まで行われている（ドラえもんの大量失点で延長どころかドラーズが惨敗している）。得点差によるコールドゲームはないようである。
逆走ルール
このルールはイギリス代表チームがひみつ道具「ひっこし地図」を使ったことで試合球場の1塁と3塁を逆にしたことにより、ダイヤモンドを通常とは逆に回らなければならなくなったもの。イギリスが楽に逆走するのに対し、日本は普段の野球がしみついているためにミスを連発。これにより2回に日本代表のエース、エモルから3点（1回も含めると5点）を奪った。なお、このルールは1イニング限定。これは通常ルールではない。
野球・サッカー一体型ルール
このルールはロナえもんがドラーズ（クロえもん）と勝負するために「もしもボックス」を使ったことで、野球とサッカーのルールが一体となったもの。
攻撃はバットで打とうが、足で蹴ろうが、ヘディングしようが自由。なお、足で蹴る場合は超軽量特殊カーボンサポーターを使う。守備は通常の野球どおり、グローブを使うか、足で蹴って行う。足で蹴る場合は、ボールを蹴る＝捕球と同じ模様。投球は投げるか、足で蹴るかどちらかで行う。
退場選手が出た場合サッカーでは選手の交代ができないが、作中では野球のルールが適応され、ひろしに代わりミケえもんが入っている。
キーパーはほかの選手と違うユニフォームを着るが、作中のマウンテンは同じユニフォームを着ている。
球場のライトとレフトにはサッカーゴールが置かれており、ボールがゴールに入るとホームランと同じ扱い。ノーバウンドで打球を捕球しても、その捕球した選手がゴールに入ってしまった場合はアウトにならず、ホームランとなる。また、イエローカード・レッドカードも存在する。これも公式ルールではない。
甲虫園球場
全体が蔦に覆われた、22世紀では一番古い野球場。モデルは阪神甲子園球場。作者いわく「クロたちを甲子園で闘わせてみたかった」。日本縦断トーナメントでは、茜フライヤーズのホームスタジアムとして登場する。
ビッグドーム
ビッグドームカップの会場。モデルは東京ドーム。スコアボードのモデルは京セラドーム大阪。ドームのモデルはみずほPayPayドーム福岡。球場内のモデルは後楽園球場。

## 各大会

### 第31回 - 第32回ビッグドーム杯
ビッグドーム杯とは、プロ野球公式戦も行われるビッグドームでの草野球大会である。出場するには予選テストを勝ち抜かないとならない。予選を勝ち抜くと、ビッグドームカップトーナメント出場が決まる。しかし、推薦状をもらったチームは、予選なしでトーナメントに出場できる。優勝チームはプロ・ドリームチームと対戦できる。

### かぶと虫杯
エモルの主人ガニエ（メジャーリーグのエリック・ガニエから）がエモルに経営ロボットに戻らせるために開催した大会。しかし、決勝でエモルがミケえもんに打たれたために野球を続けてもいいということになった。バーチャルゲーム「虫様（むしさま）」がこの大会の優勝賞品として江戸川ドラーズに贈呈された。

### WABC
ワールド・アマチュア・ベースボール・クラシックの略。アマチュア野球世界一を決める大会。モデルはワールド・ベースボール・クラシック。

### 草野球日本縦断トーナメント
キング・サダハル主催のトーナメント。カプセルで日本を縦断し各地の球場で戦うという内容。優勝者にはチーム専用特製球場が贈呈される。
打率や防御率など上位の選手と草野球ファンの投票により選ばれた選手によって試合を行うオールスター戦もある。

## 江戸川ドラーズの試合
- 練習試合 モンガーズ（●0-21）
- 練習試合 モンガーズ（○9-8）
- 第31回ビッグドームカップ
  - 1回戦 山寺ベアーズ（○10-9）延長8回
  - 2回戦 房総タートルズ（○1-0）
  - 準々決勝 荒川ホワイターズ（○7x-6）延長9回
  - 準決勝 日の出町ハナチャンズ（●0-21）
- 特別試合 デビルキングス（○6-5）延長8回
- かぶと虫カップ
  - 1回戦 北海スノーフォックス（○9x-7）
  - 2回戦 綾宇市ライオンズ（○8-0）
  - 準決勝 くぬぎ山バグズ（○3-2）
  - 決勝 茜フライヤーズ（○6-5）
- 練習試合 タイムマシンズ（○7-0）(二軍)
- 第32回ビッグドームカップ
  - 1回戦 グレイトオカプーズ（○不戦勝）[相手の試合放棄]
  - 2回戦 多摩川ジャイアンズ（○不戦勝）[相手の試合放棄]
  - 3回戦 荒川ホワイターズ(●[注釈 20] 0-1)
- 特別試合 江戸川ボローズ (○3-2)
- 特別試合 カナリア軍団 （○3x-2）
- WABC 
  - 一回戦 イギリス代表 （○7-5）
  - 二回戦 オーストラリア代表 （○6-5）
  - 準決勝 キューバ代表 （○11-10）
  - 決勝戦 アメリカ代表 （●2-4）
- 草野球日本縦断トーナメント
  - 一回戦 房総タートルズ （○2-1）
  - 二回戦 西表マングローブズ （○2-1）
  - 三回戦 秋田オリオンズ （○3-2）
  - 四回戦 山寺ベアーズ（○6‐5）
  - 五回戦 グレートドラーズ（●不戦敗）
- 特別試合 グレートドラーズ(○4-3)
- 練習試合 荒川ホワイターズ(○3-1)

※初試合の段階で98連敗していた（上記の1番上の試合を除く）。

## 新ドラベース
「球えもん」を新たな主人公に「多摩川ドラーズ」の活躍を描いた新シリーズ。2012年8月号から2014年10月号まで連載された。
2012年12月号 - 2013年4月号までは同じむぎわら執筆による『のび太のひみつ道具博物館』のコミカライズ版連載のため休載された。

### 登場人物

#### 多摩川ドラーズ
タマガワ河川敷でプレイしている草野球チーム。
タマえもん
左投左打、3番、投手、背番号1
主人公。熱血かつ根っからの野球好き。かなりの負けず嫌いでもあり、勝っていた試合をショウのパスボールで逃した際にはショックガンを乱射しながら暴れまわるなど性格の激しいところもある。江戸川ドラーズの入団テストを受け、クワえもんの推薦も有り一時入団するが練習終了後も上手くなりたいという一心で練習を続ける江戸川ドラーズの姿を知り自分の力不足を痛感し退団する。その後は多摩川ドラーズに入団する。当初は権左衛門が正式な投手であったが、パーマンズ戦を皮切りに正式な投手として活躍するようになる。野球の腕前はかなりのもので強打者エメルを打ち取ったりビッグドームカップ本戦をかけた敗者復活のテストでは誰も当てることができなかった的に規定の位置の遥か遠くから一発で当てている。左投げ投手で、決め技は潜水艦投法を応用したナックルボール「タマタマ球（ボール）」や重力を倍にしたときに投げたおかげでできた「Gボール（グラビティーボール）」で江戸川打席を打ち取る

:
ジロえもん
右投右打、1番、右翼手、背番号9
いつも片目だけを開けた紙袋を被っている。選球眼あるものの打てない。ビッグドームカップ本戦出場をかけたテストでは球えもんやショウと共にチーム代表として参戦し、その眼の良さを活かしドラーズを本戦出場へと導くきっかけとなった。紙袋は何枚もかぶっている。紙袋を取ると、おばけのQ太郎のような顔をしている。
スネえもん
右投左打、2番、遊撃手、背番号6
左打ちで、性格が曲がっているので変化球だけ打つのが得意。口も悪いが球えもんとショウを「良いバッテリー」と称したりするなどチーム内で特別浮いた存在というわけではない。超能力などのオカルトにも詳しい節がある。
ゴロえもん
右投右打、4番、二塁手、背番号4
強打者であるものの、打つとお腹が痛くなる。四次元ポケットに常にトイレを入れている。一度トイレにいくと闘志を使い果たしてしまうらしくそこをつかれ三振したこともある。
権左ェ門
　右投右打、5番、三塁手、背番号5
球えもんの身長の倍もある巨漢。球えもん入団前まではエース投手だったが、球は速いがコントロールに難がある。
ショウ
右投右打、6番、捕手、背番号2
球えもんの友達で、入団テストに落ちた球えもんを多摩川ドラーズに誘う。野球のセンスが有るらしく、ノックが得意。エスパーズ戦では頭の中の考えを読む相手に対しヘルメットの中にカエルを入れそのカエルの考えを読ませるなど機転も利く。バッティングが上手くエスパーズ戦では彼のヒットがチームを逆転に導いた。反面キャッチャーとしてはパスボールなどをしてしまうこともある。
モジャえもん
右投右打、7番、一塁手、背番号7→3
フライを捕るのがヘタだが、フライ以外のキャッチは得意。パーマンズ戦までのポジションはレフト。エメルいわく「顔と体のバランスが残念」。一度だけ大ファインプレーをしており、そのプレーをもう一度したいために毎日夜遅くまで練習を続けている。キングフィッシャーズ戦ではエメルのヒットを顔面でキャッチするなどの根性も見せる。
タコえもん
左投右打、8番、中堅手、背番号3→8
パーマンズ戦までのポジションはサード。長い手足を生かしてキャッチする。
チョコえもん
右投右打、9番、左翼手、背番号8→7
パーマンズ戦までのポジションはセンター。チームメイトのことをちゃん付けで呼ぶ。
桜
背番号10
ショウの幼馴染。誤って使ってしまったひみつ道具が試合の流れを変えるなど、思いもよらない活躍をすることがある。

#### 江戸川ドラーズ（新）
ヒョロえもんを監督に草野球屈指の強豪チームとなっている。選手層が厚くテスト生入団も1人入ればいいほうで、球えもんも入団を断念している。前作での呼称は「ドラーズ」だったが、今作では「江戸川」と呼ばれることが多い。
ヒョロえもん
監督、背番号30）
江戸川ドラーズの現監督。
キヨえもん
4番、一塁手、背番号3
草野球NO.1スラッガー。モデルは清原和博。

:
クワえもん
右投右打、5番、投手、背番号1
江戸川ドラーズのエース。モデルは桑田真澄。

:
野ラえもん
右投右打、3番、三塁手、背番号5
江戸川ドラーズの秘密兵器。球えもんの新ライバル。本気の時は物干し竿を使う。決め技にトルネード打法というのを使う。モデルは野茂英雄。

:
チャン・ドラ
右投右打、1番、右翼手、背番号9
俊足を生かしたセーフティバントが得意だが、球えもんに対してはピッチャーゴロに終わった。
ハトえもん
右打、2番、中堅手、背番号8
カット打法を用いた相手投手を疲弊させる「投手つぶし」が得意。球えもんの球を「15球は粘れる」と豪語するが、三球三振を喫する。
ドラン
6番、捕手、背番号2
ソヨえもん
7番、遊撃手、
D-えもん
8番、左翼手
カクレもん
9番、二塁手
練習生
球えもんとともにテスト入団した2人の練習生。「B」と書かれた背番号9のユニフォームの選手と、「S」と書かれた背番号4のユニフォームの選手の2人。
「B」は早々にチームを去ってしまい、「S」はその後も球えもんとともにくらいついていたが、クロえもんが登場してからは、姿を見せていない。

#### 荒川ホワイターズ
第1話で江戸川ドラーズと練習試合で対戦。試合そのものの描写はほとんどなく、メンバーの名前も一切出ていない。

#### 世田谷パーマンズ
パーマンのように帽子を目深に被っている選手がいるチーム。県大会にいける実力を持ち、球えもん入団後の多摩川ドラーズ最初の対戦相手。

#### 桜ヶ丘エスパーズ
アストロビッグドームのドラーズ地区予選Aの初戦の対戦相手。チーム全員が相手の気持ちを読み取ることができる。しかし本当は、この試合では使えないひみつ道具「テレパ椎」の力だったため失格となり、多摩川ドラーズが勝利となった。モデルは『エスパー魔美』。
紺鉾
右打、1番、二塁手、背番号4
具蘭
2番、中堅手
高畑
右投、3番、捕手
マミえもん
右投右打、4番、投手、背番号1
赤太郎
右打、5番、三塁手、背番号5
耳太郎
6番、遊撃手
金太郎
左投、7番、右翼手、背番号9
篠山
右投右打、8番、一塁手、背番号3
黒沢
右打、9番、左翼手、背番号7

#### キングフィッシャーズ
ドラ・エメル以外のメンバーの名前は鳥の名前からきている。
ドラ・エメル
右投右打、1番、三塁手、背番号1
球えもんのライバルとも言える存在。アマチュア野球ではトップクラスのバッターで、捕手の頬を切り裂いたりボールすらも真っ二つにするほどの鋭い打法「V打法」を用い、1試合に最低1本は確実にホームランを打つ天才的なHRバッター。さらに2打席目の打率は10割を誇る。整った顔立ちで女性ファンも多いが、マスクを被っており本来の顔は「打っても顔で脱落」と言われるほどの似ても似つかない不細工顔である。過去にドラーズの入団テストを受けた際、自分が打つ前に合格者が現れ、打つ機会すら無くテストが終了した上に顔のことを観客に馬鹿にされたために大暴れし、追い出された過去を持つ。それ以来復讐のために努力を重ね現在の実力へと上り詰めた。ドラーズとの試合では1打席目は球えもんのグラブを破るほどの打球を打つも外野フライとなり、2打席目にはモジャえもんの決死の顔面キャッチでアウトとなる。その際にズボンが脱げてしまい、それに激情しマスクを脱ぐ。それからは投手として多摩川ドラーズを苦しめるが、球えもんのオーバースローのタマタマ球により討ち取られ、地区予選敗退を喫する。球えもんからは「マスクがない方が全力で野球をしているから格好良い」と言われ、観客からも素顔の状態で声援を浴びている。

:
山蝉
2番、二塁手
赤小瓶
3番、遊撃手、背番号6
真雁
4番、捕手
五位
5番、左翼手
川鵜
6番、一塁手
千鳥
7番、右翼手
鴨
8番、中堅手
鷺
右投、9番、投手、背番号11
キングフィッシャーズのエース。

#### 瀬戸内ミラクルズ
中国地方最強のチーム。アストロビッグドームカップの1回戦で江戸川ドラーズと対戦するが、投打で圧倒され完敗した。

### その他
クロえもん
江戸川ドラーズの元キャプテン。ドラフト1位指名で千葉マリーンズに入団する。本作では多摩川ドラーズナインの様子を見せている。
シロえもん
荒川ホワイターズの元エース。ドラフト1位指名で札幌ファイターズに入団する。
みかちゃん
江戸川ドラーズの元選手兼マネージャー的存在。アストロビッグドーム杯予選参加チーム決定イベントで大会の進行役をしていた。今でもドラーズを応援している。
チビえもん
江戸川ドラーズの元メンバー。本作の続編では球えもんの回想シーンで登場。今はプロの福岡ホークスで活躍する場面を見ている。
スズえもん
江戸川ドラーズの元メンバー。本作の続編では球えもんの回想シーンで登場。

### 各大会（新）

#### アストロビックドームカップ
未来のBドームカップ。

## 単行本
1年に2冊のペースで発売された。単行本の背表紙イラストはてんとう虫コミックス版『ドラえもん』を意識したものとなっている。ただし3巻までは偶然同じものとなっていたらしい。
- 『ドラベース ドラえもん超野球外伝』
  1. 2001年4月26日発売、ISBN 4-09-142851-7
  2. 2001年12月25日発売、ISBN 4-09-142852-5
  3. 2002年7月27日発売、ISBN 4-09-142853-3
  4. 2003年1月25日発売、ISBN 4-09-142854-1
  5. 2003年7月28日発売、ISBN 4-09-142855-X
  6. 2004年1月28日発売、ISBN 4-09-142856-8
  7. 2004年7月28日発売、ISBN 4-09-142857-6
  8. 2005年1月28日発売、ISBN 4-09-142858-4
  9. 2005年7月28日発売、ISBN 4-09-142859-2
  10. 2006年1月27日発売、ISBN 4-09-140068-X
  11. 2006年8月28日発売、ISBN 4-09-140184-8
  12. 2007年1月26日発売、ISBN 978-4-09-140279-0
  13. 2007年7月27日発売、ISBN 978-4-09-140347-6
  14. 2007年12月25日発売、ISBN 978-4-09-140419-0
  15. 2008年5月28日発売、ISBN 978-4-09-140546-3
  16. 2008年11月27日発売、ISBN 978-4-09-140715-3
  17. 2009年4月28日発売、ISBN 978-4-09-140792-4
  18. 2009年9月28日発売、ISBN 978-4-09-140847-1
  19. 2010年2月26日発売、ISBN 978-4-09-140895-2
  20. 2010年8月27日発売、ISBN 978-4-09-141094-8
  21. 2010年11月26日発売、ISBN 978-4-09-141147-1
  22. 2011年5月27日発売、ISBN 978-4-09-141270-6
  23. 2011年10月28日発売、ISBN 978-4-09-141346-8
- ドラベース ドラえもん超野球外伝 傑作選

1. 2017年8月28日発売、ISBN 978-4-09-142478-5
2. 2018年1月12日発売、ISBN 978-4-09-142643-7

- 『新ドラベース』
  1. 2012年12月28日発売、ISBN 978-4-09-141566-0
  2. 2013年12月27日発売、ISBN 978-4-09-141624-7
  3. 2014年5月28日発売、ISBN 978-4-09-141750-3
  4. 2014年10月28日発売、ISBN 978-4-09-141820-3

## ゲーム
2007年12月20日、バンダイナムコゲームスよりニンテンドーDS用ソフト『ドラベース ドラマチック・スタジアム』が発売された。
2009年11月19日、バンダイナムコゲームスよりニンテンドーDS用ソフト『ドラベース2 熱闘ウルトラスタジアム』が発売された。
2010年3月25日にバンダイナムコゲームスより発売された、ニンテンドーDS用ソフト『プロ野球 ファミスタDS2010』に、パスワード特典としてドラーズの選手が登場した。